# Biserica reformată din Ocna de Sus

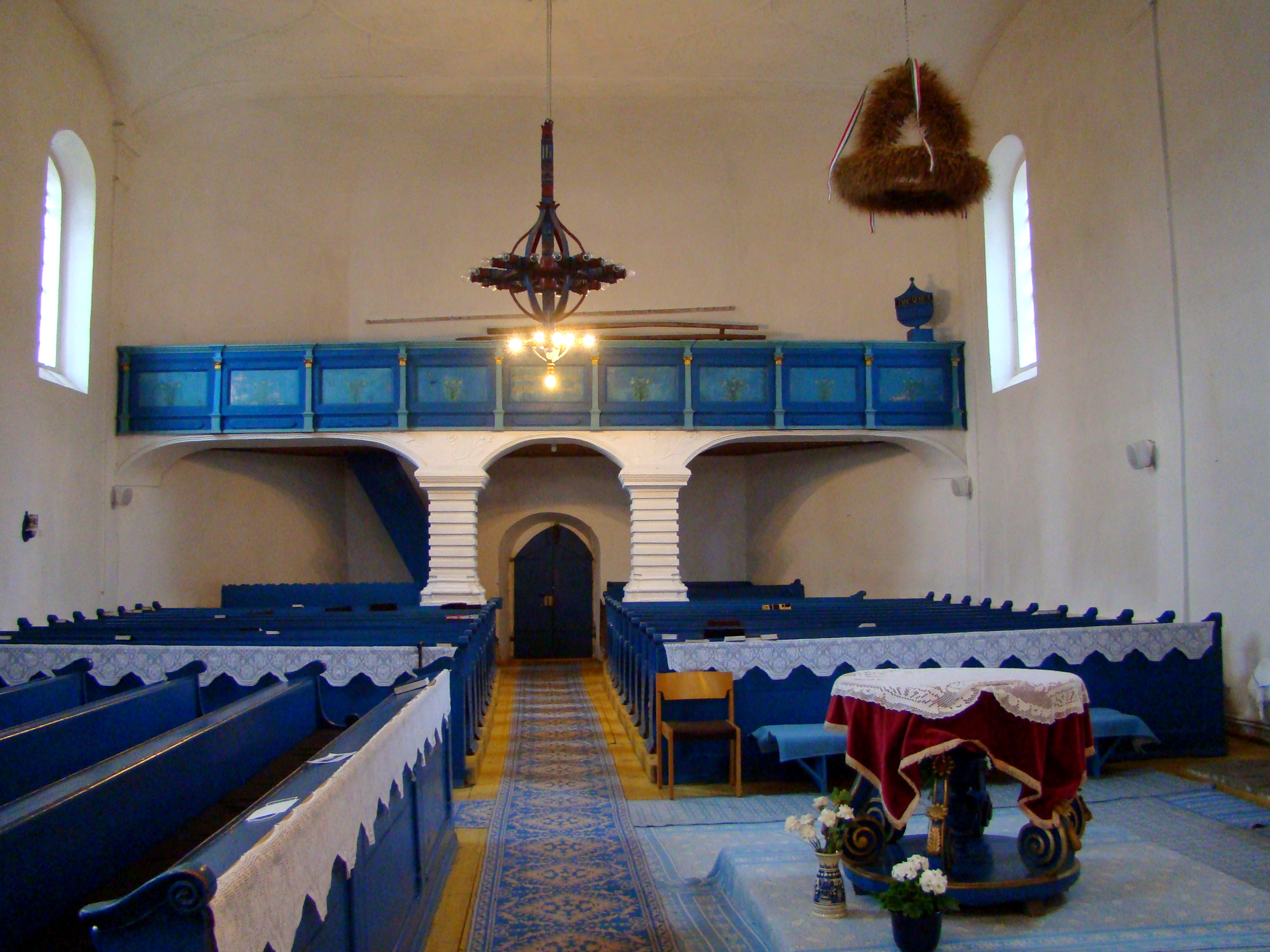
Interiorul navei spre vest

Biserica reformată din Ocna de Sus este un ansamblu de monumente istorice aflat pe teritoriul satului Ocna de Sus, comuna Praid.
Ansamblul este format din două monumente:
- Biserica reformată (cod LMI HR-II-m-A-12886.01)
- Zid de incintă (cod LMI HR-II-m-A-12886.02)

## Localitatea
Ocna de Sus (în maghiară Felsősófalva) este un sat în comuna Praid din județul Harghita, Transilvania, România. Satul Ocna de Sus este atestat documentar în anul 1493, cu denumirea  Sófalva.

## Biserica
Biserica a fost construită în stil gotic în secolele XIII-XIV. A fost ridicată ca biserică romano-catolică, dar odată cu răspândirea Reformei, locuitorii din Ocna de Sus au trecut la calvinism, astfel că biserica a devenit reformată. Se poate vedea sacristia din biserica romano-catolică, în dreapta amvonului. 
În timpul reparațiilor din 1999, s-au descoperit sub podea fundațiile unei biserici mai mici, din secolul al XIII-lea. Potrivit lui András Sófalvi, originar din sat, arheolog și istoric, forma fundației vechii biserici din Ocna de Sus este aproape identică cu cea a bisericii din Ghelința.
În urmă cu câțiva ani, când s-a instalat centrala termică în biserică, în curte s-a săpat un șanț și atunci a ieșit din pământ o cristelniță din piatră cioplită. Cristelnița veche de secole se află în prezent din nou în biserică, în stânga amvonului.
Potrivit documentelor, turnul a fost construit în 1777. În forma sa actuală, biserica a fost reconstruită între 1803 și 1806, după ce fusese grav avariată de cutremurul foarte puternic din anul 1802. A fost păstrat portalul vestic, cu inscripții runice.
Zidul de incintă datează din anul 1760.

## Imagini din exterior

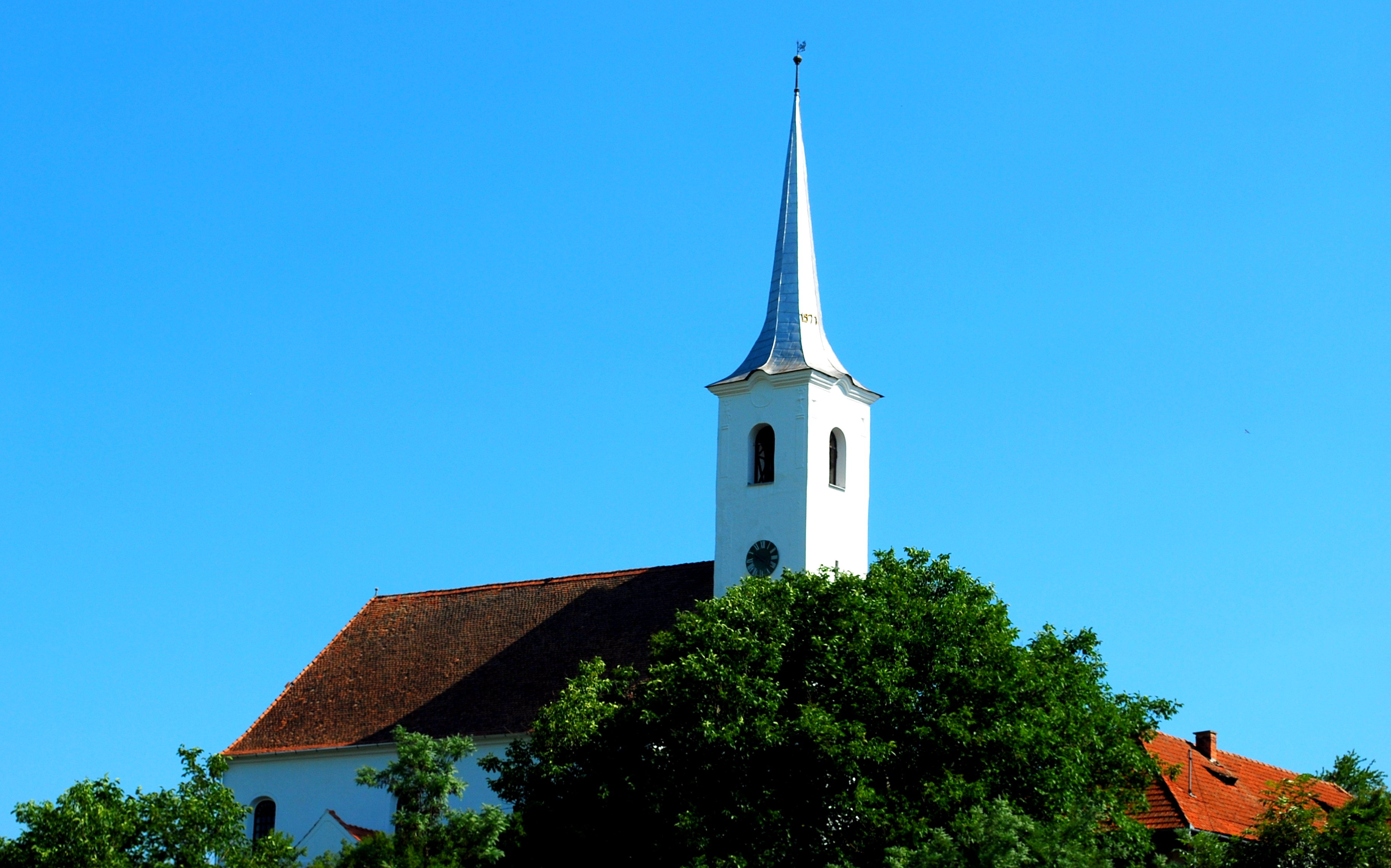
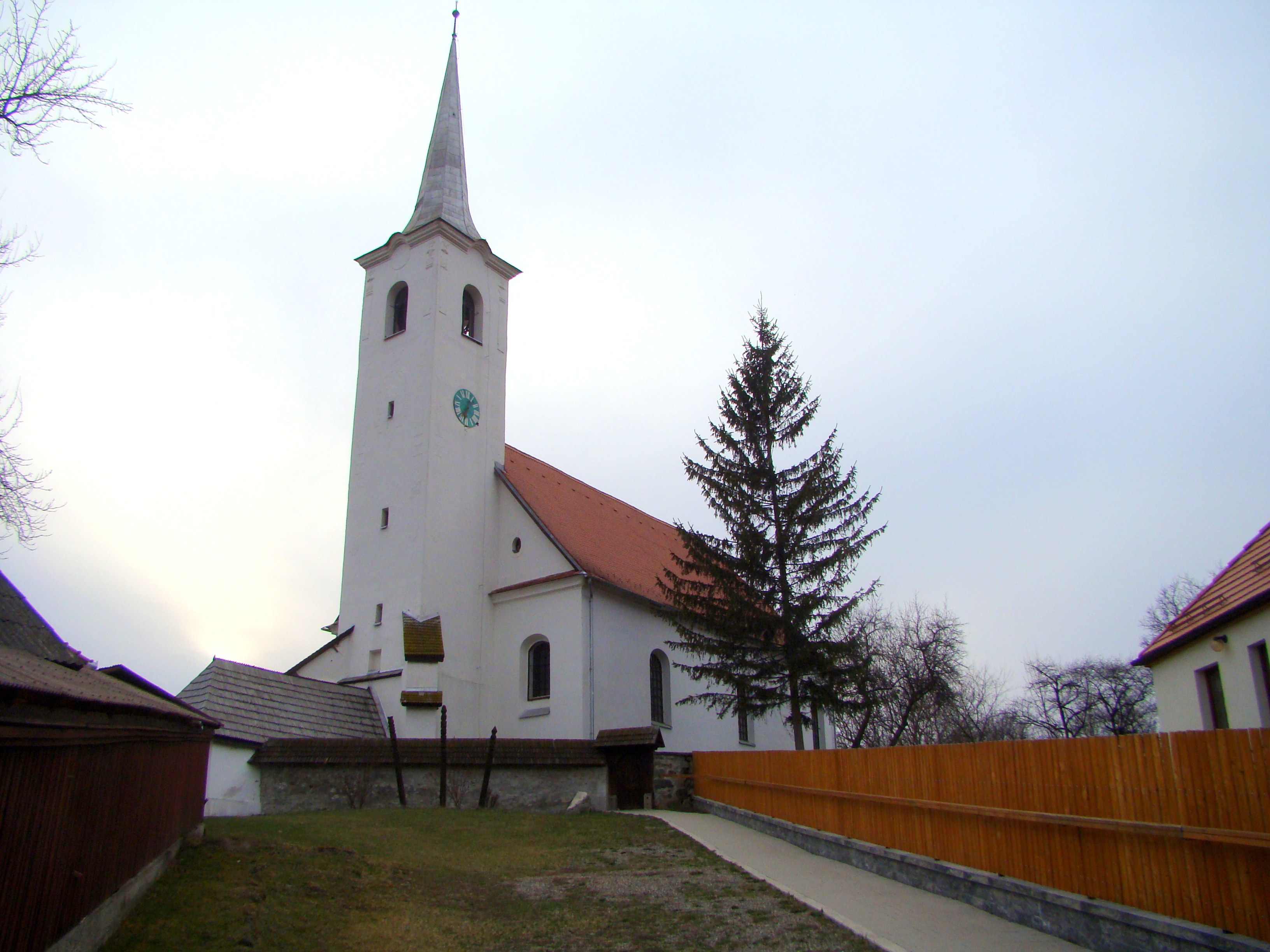
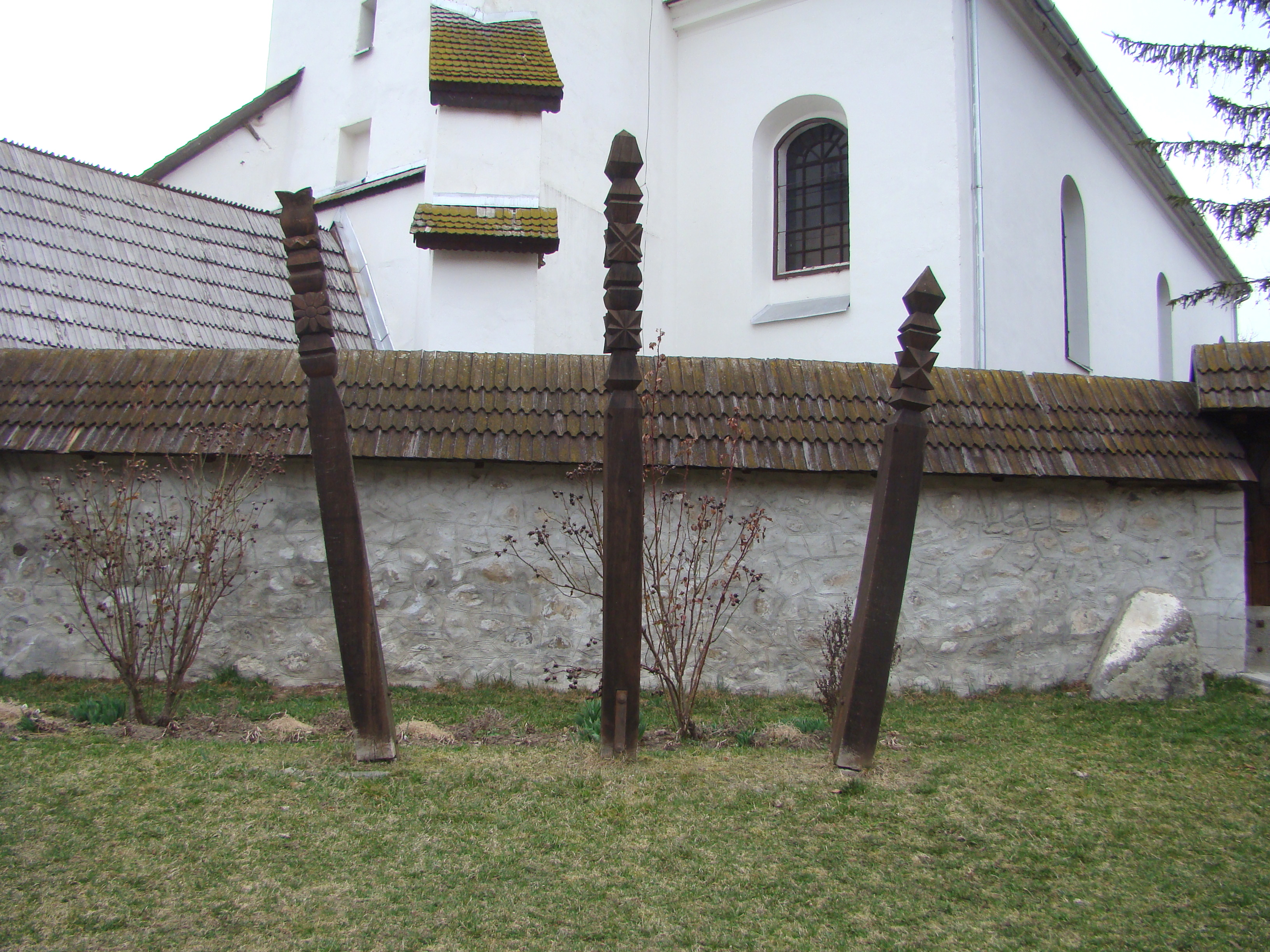
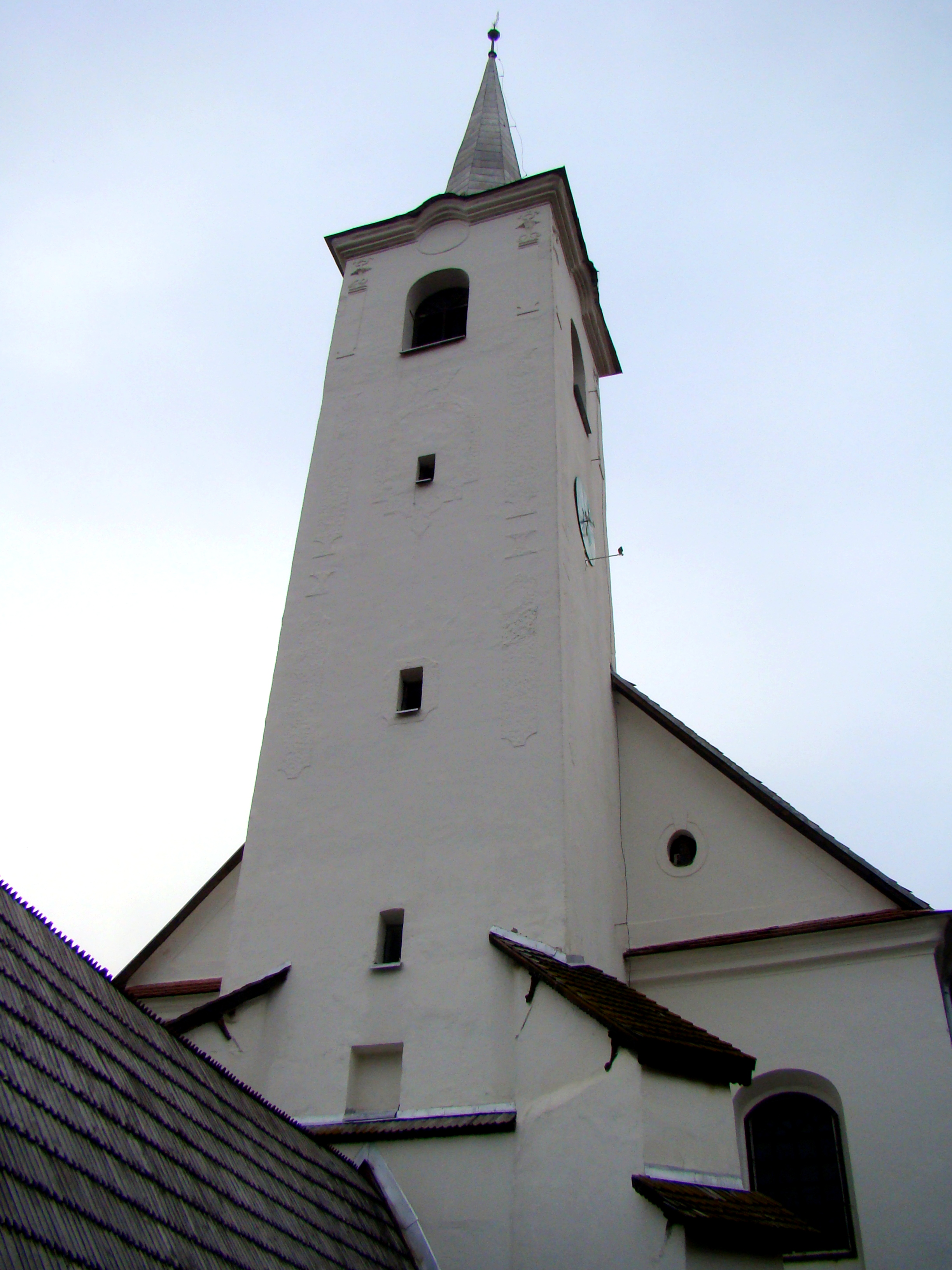
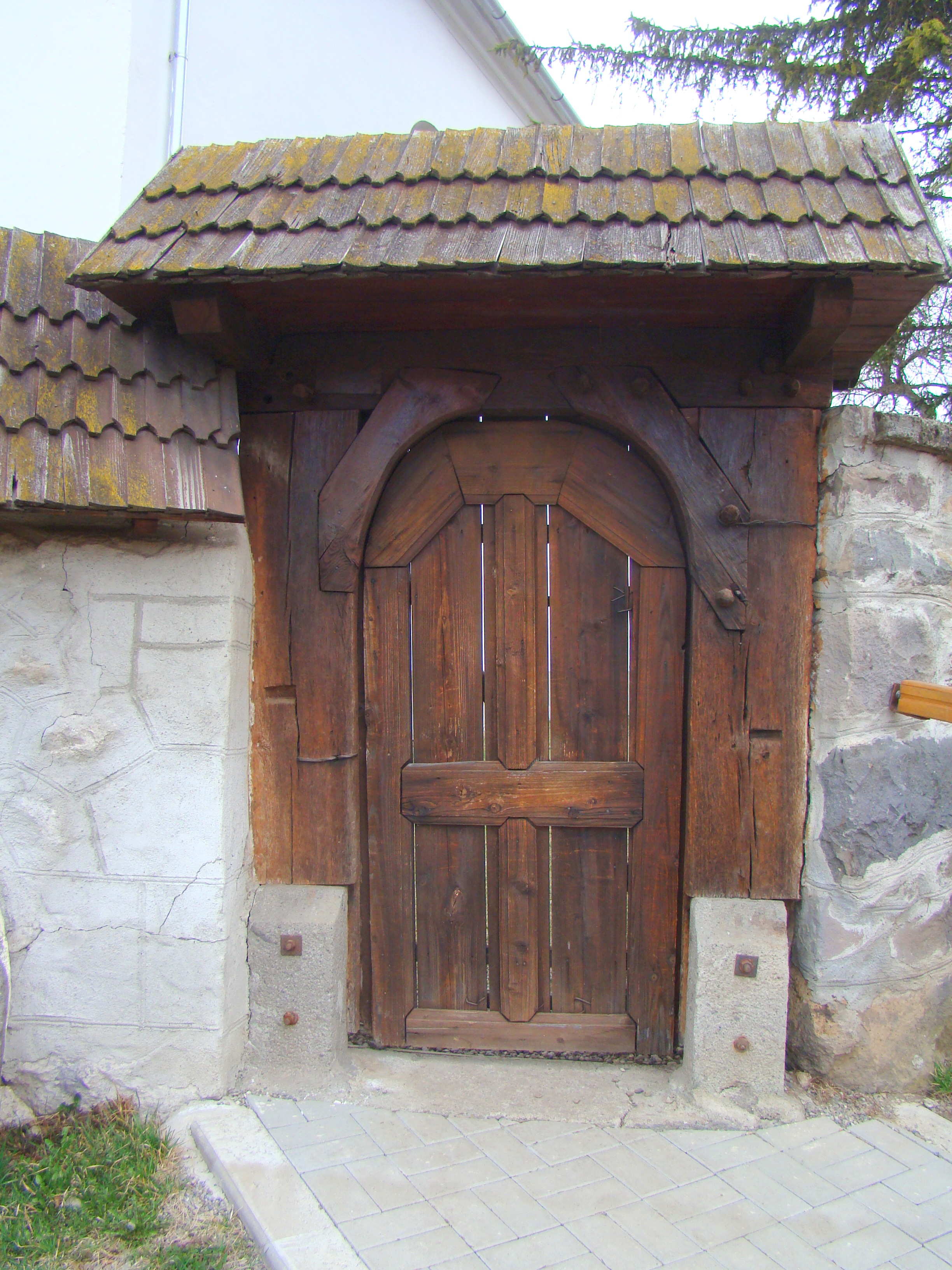
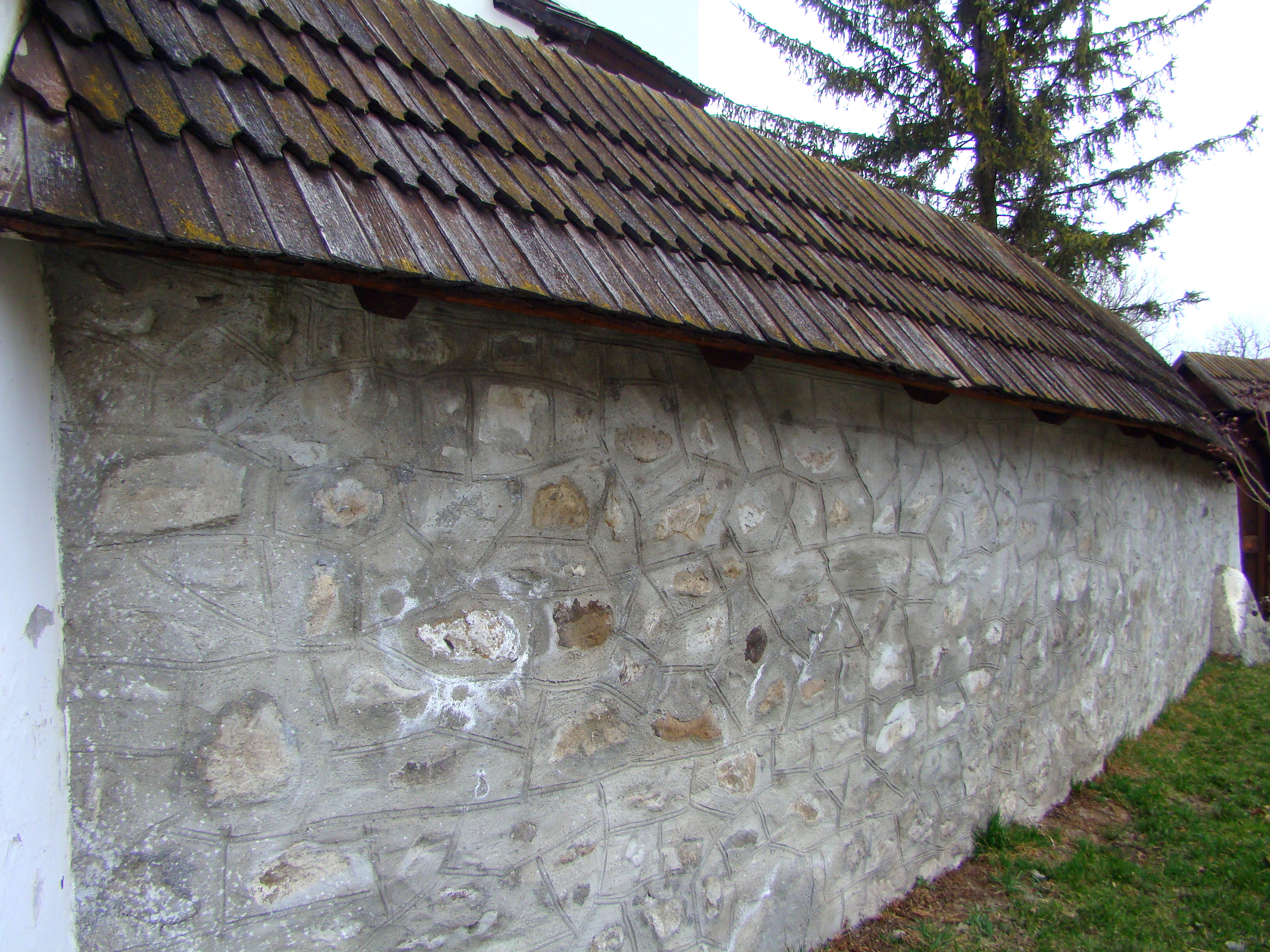
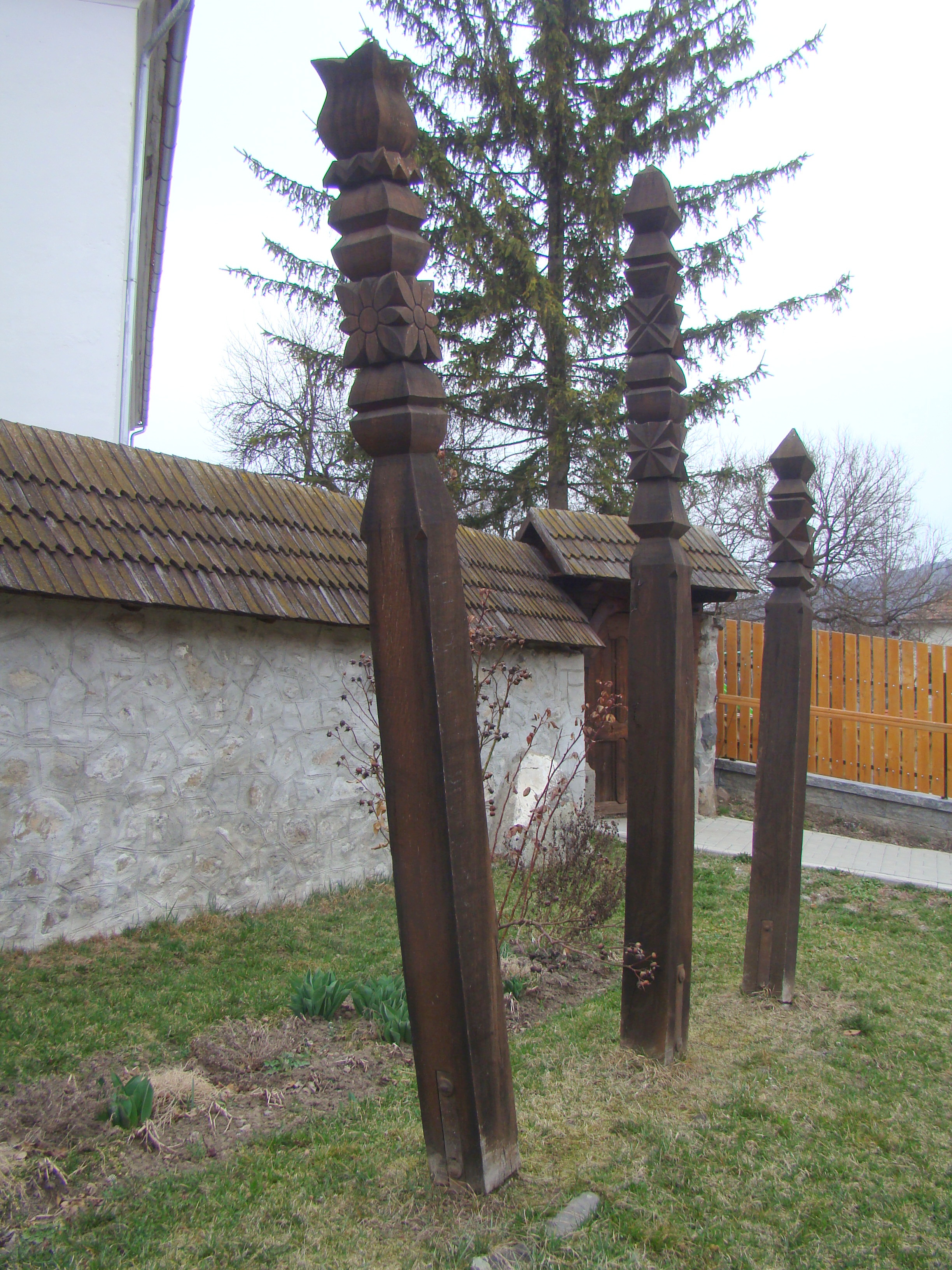
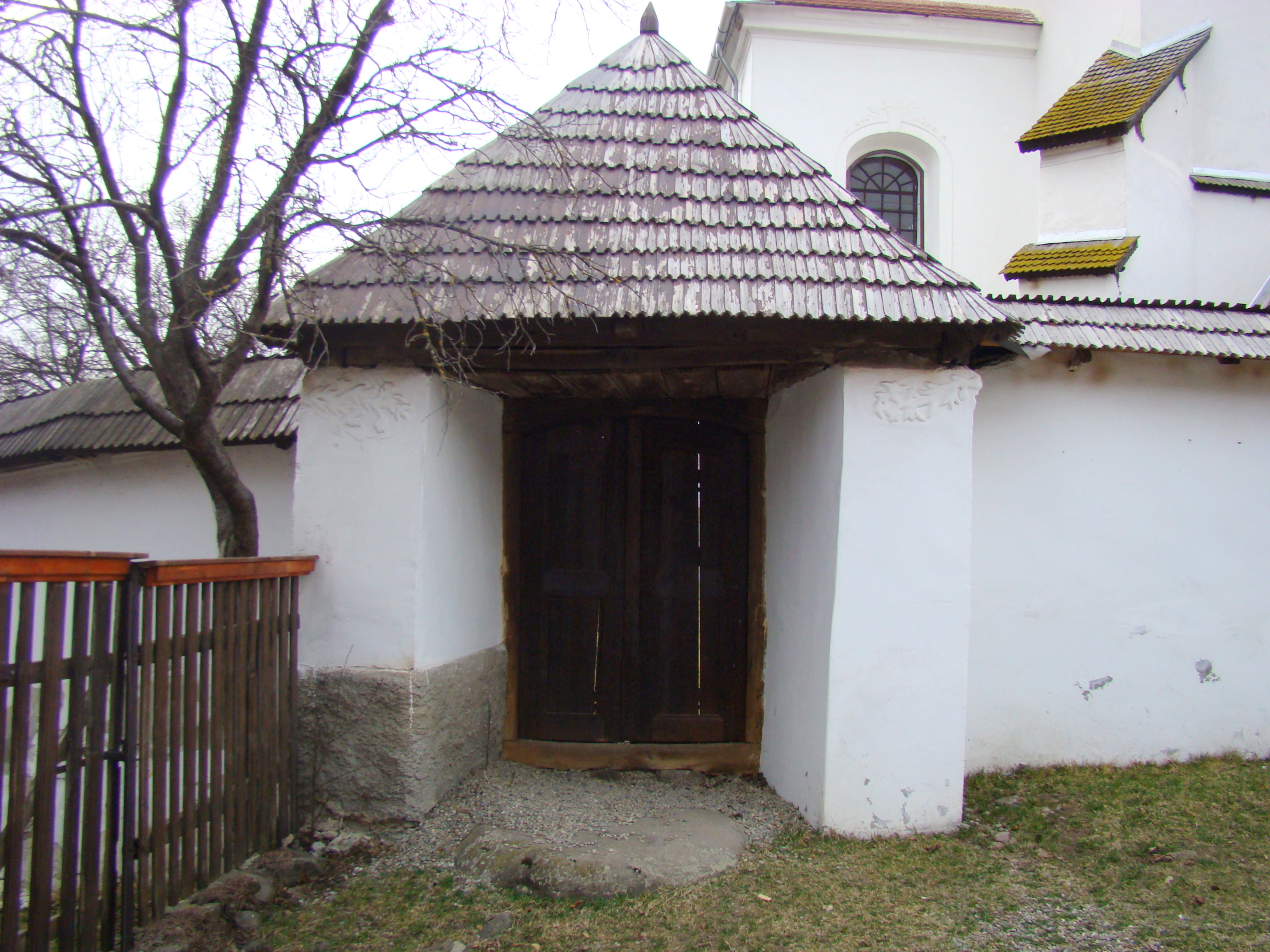
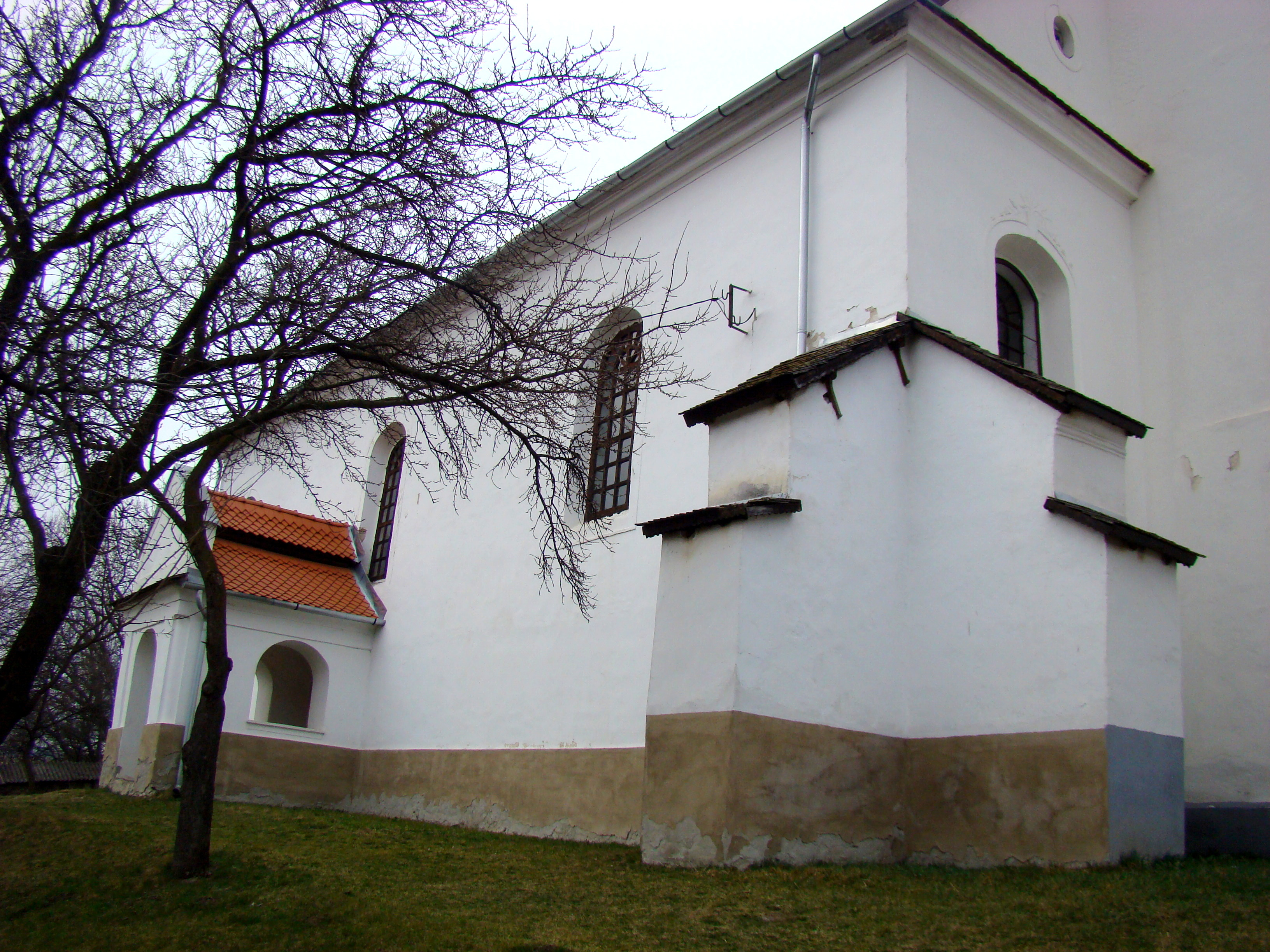
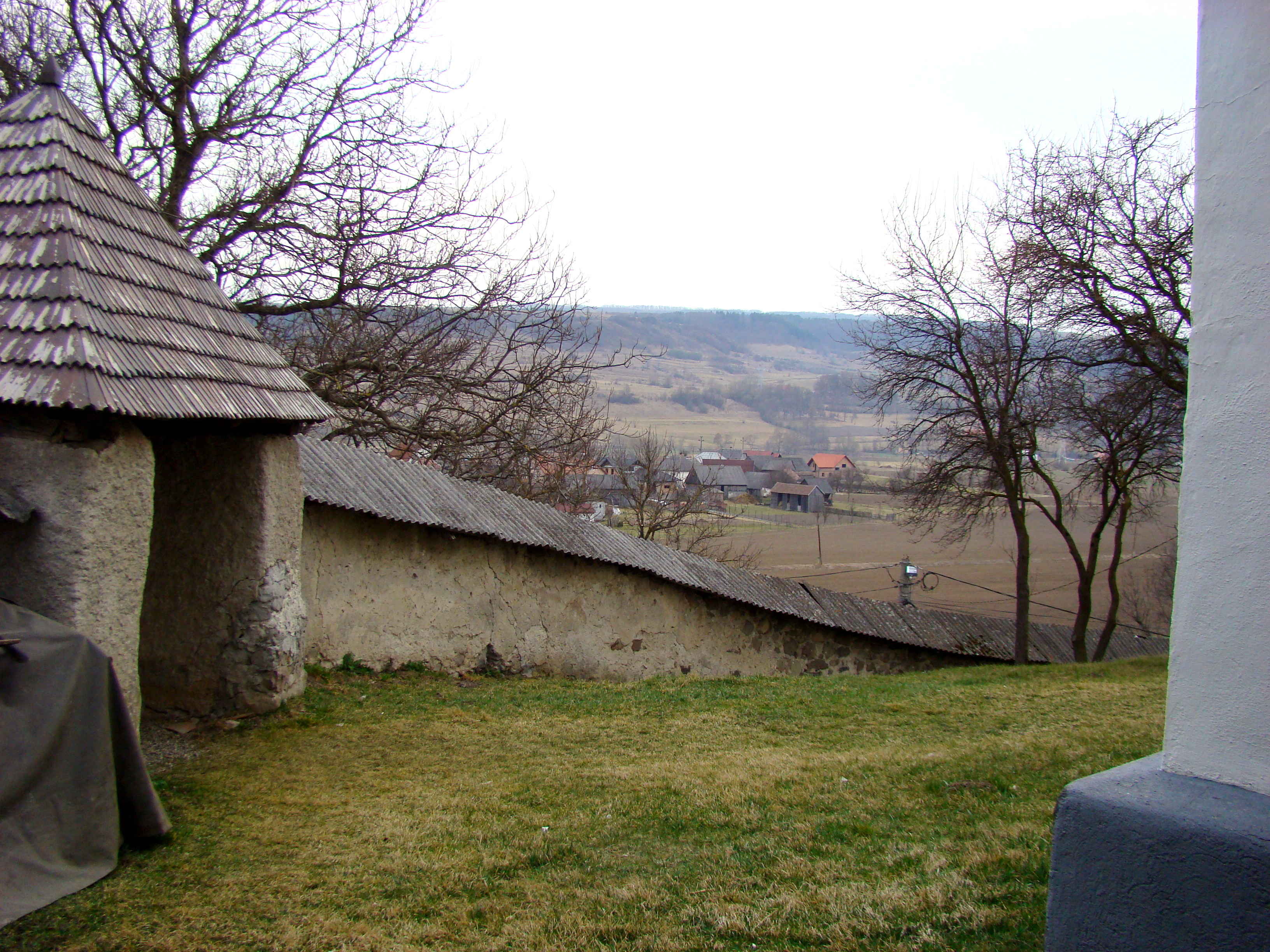
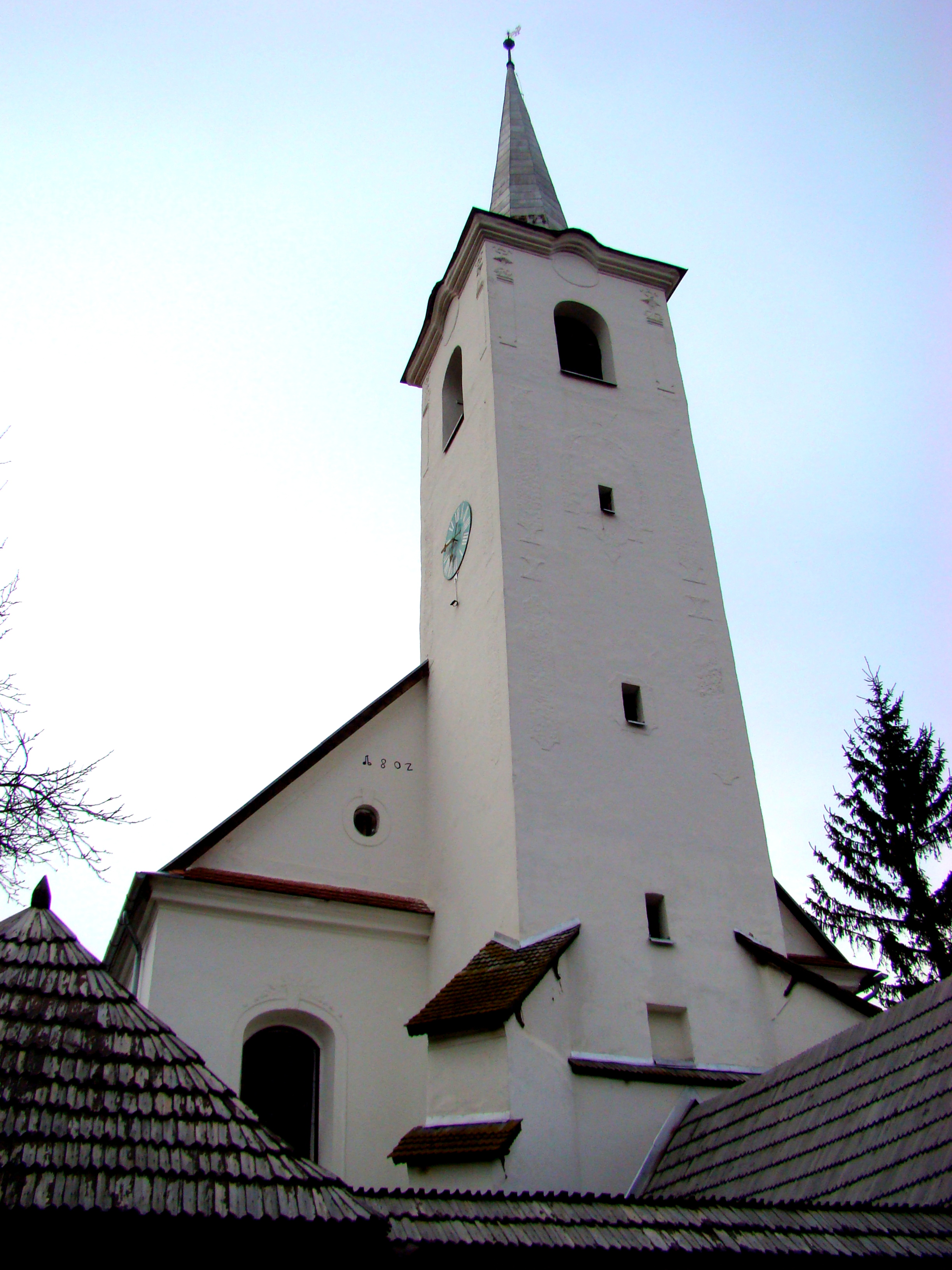
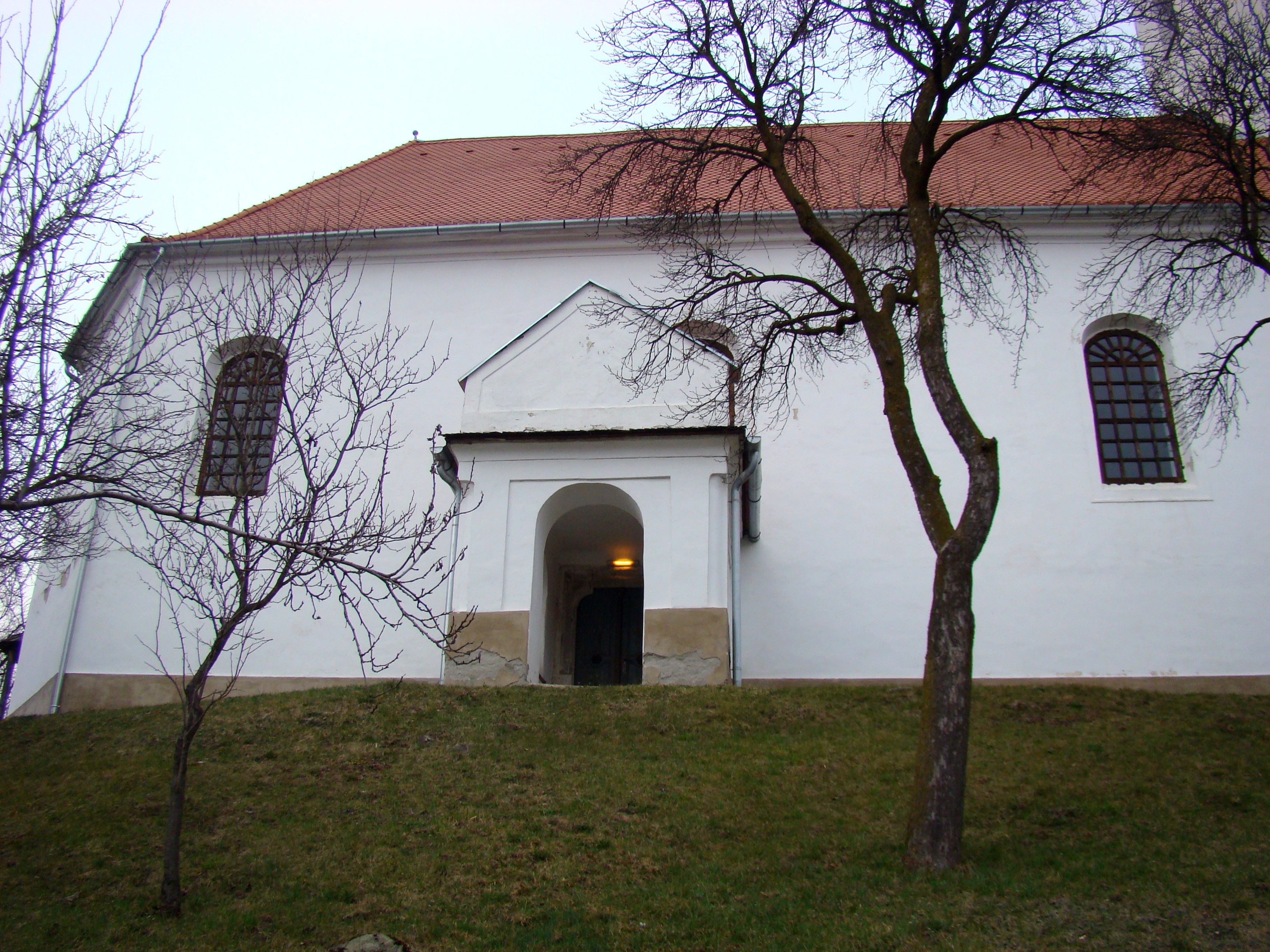
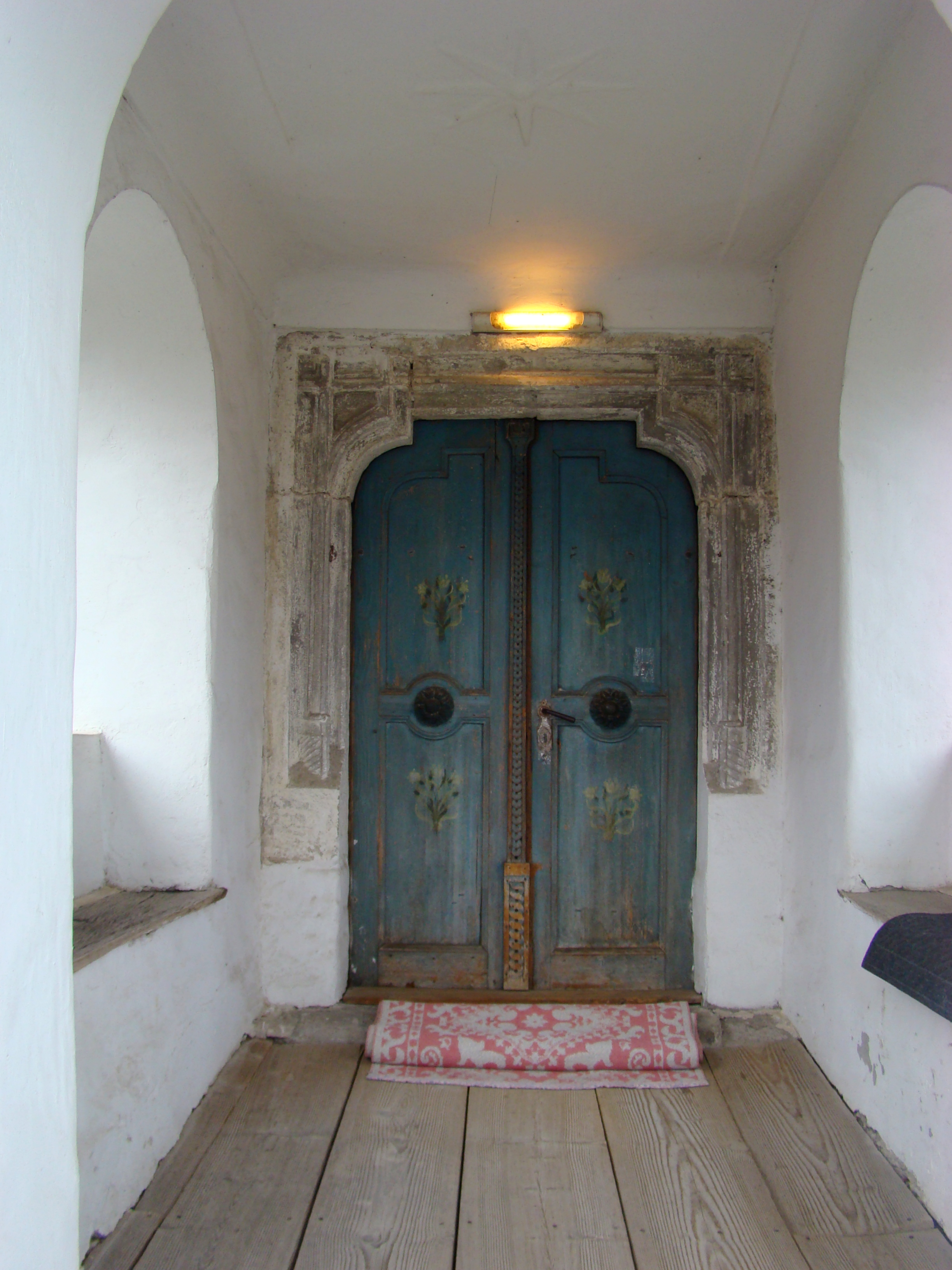
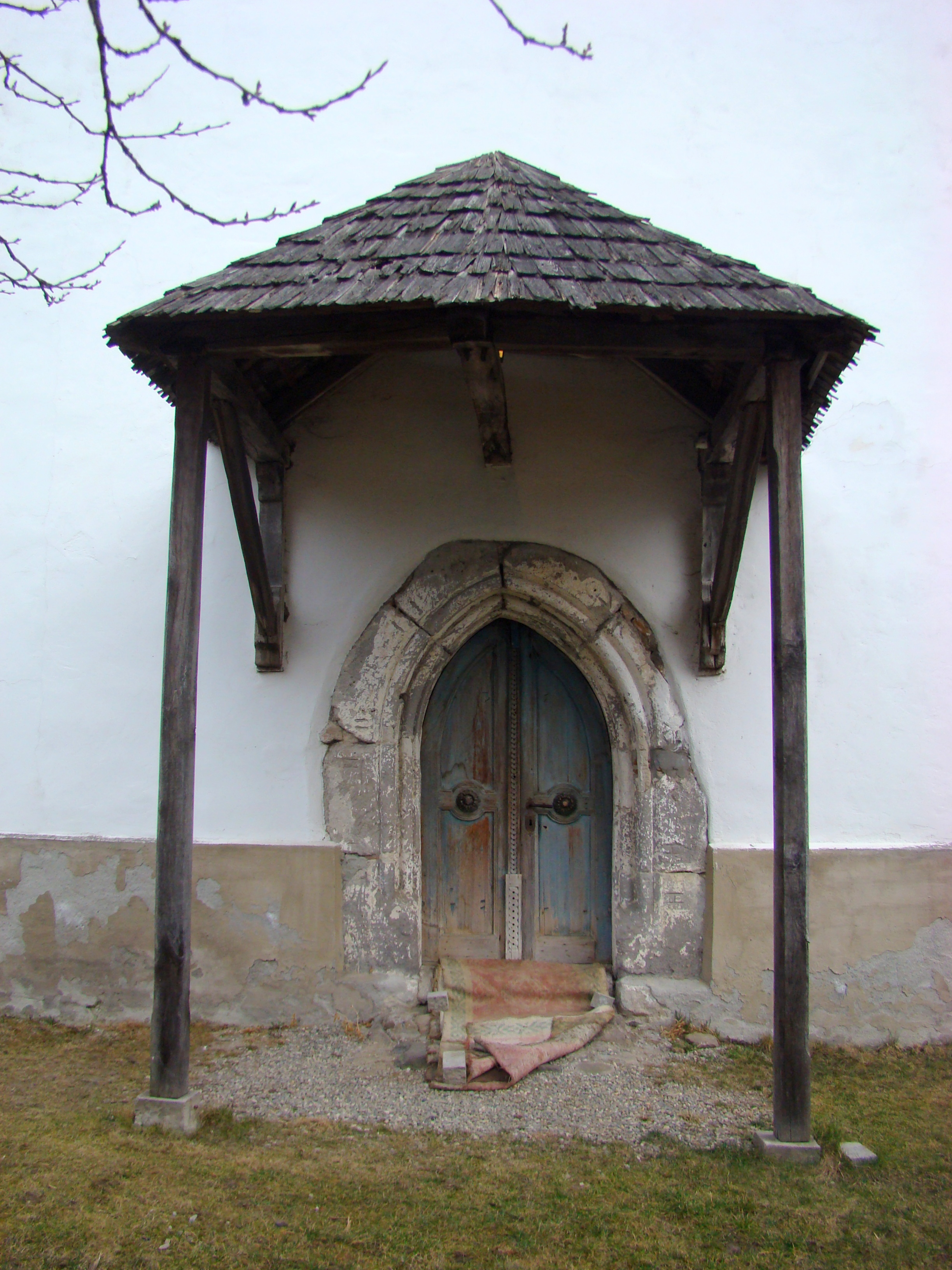
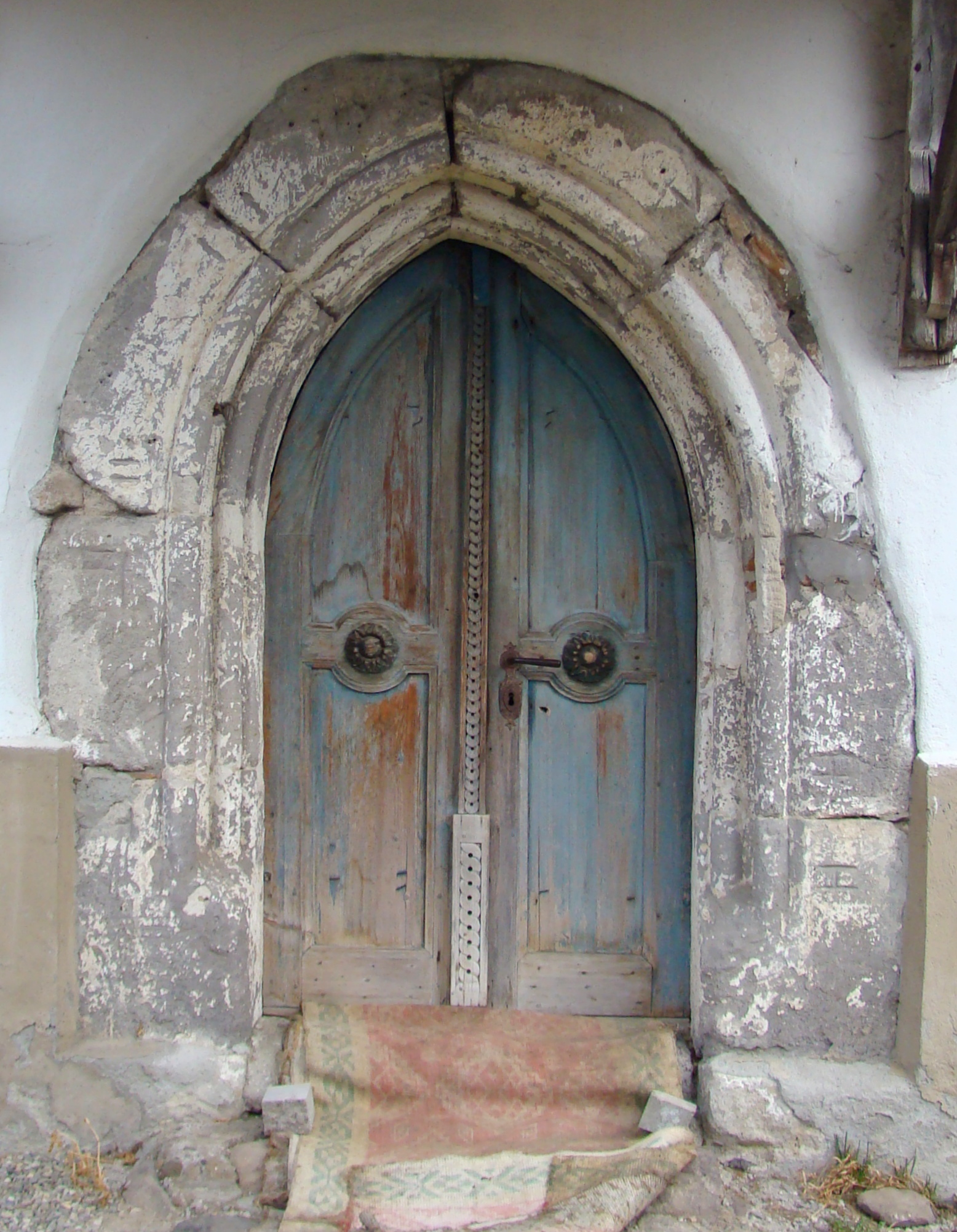
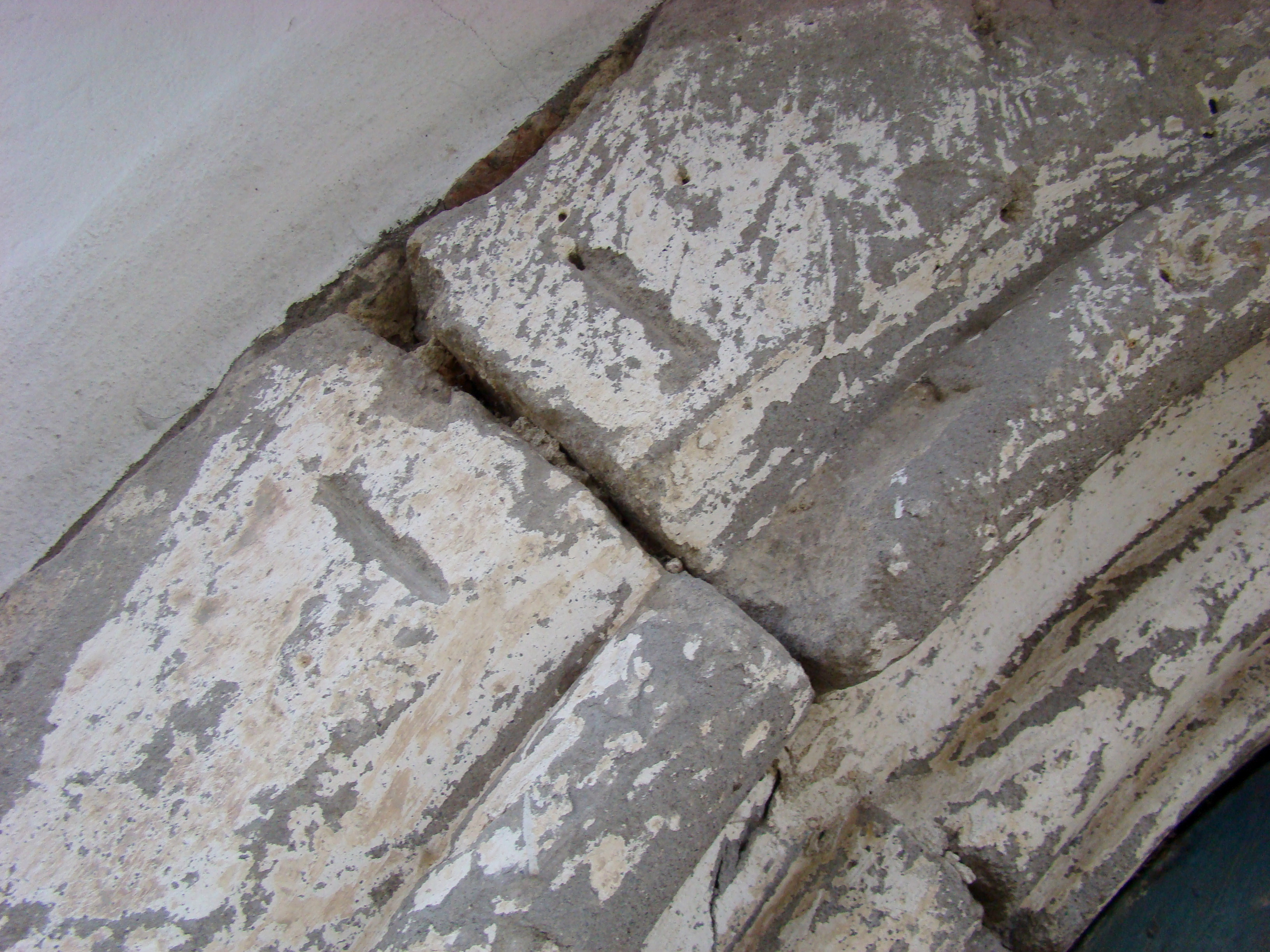
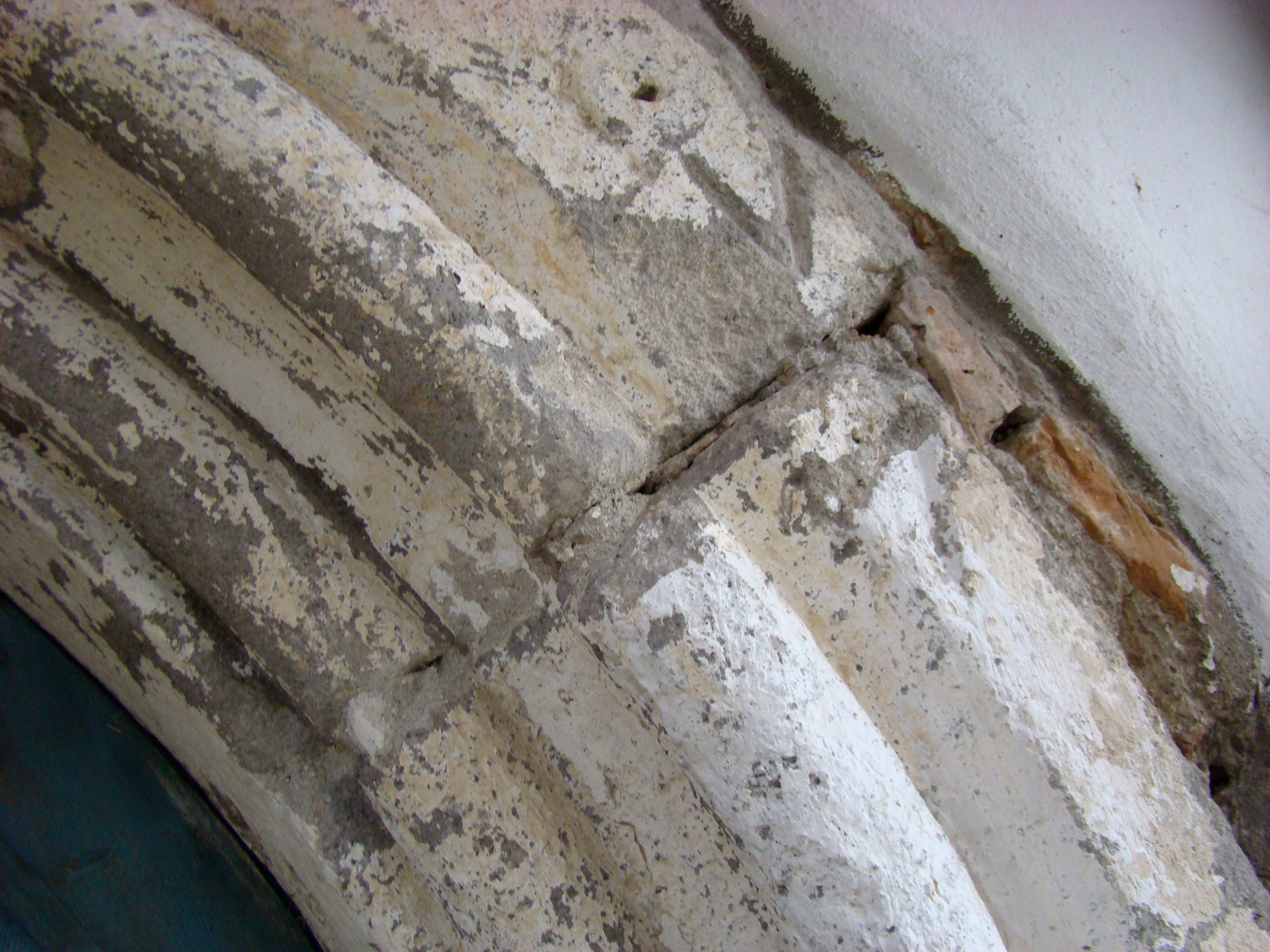
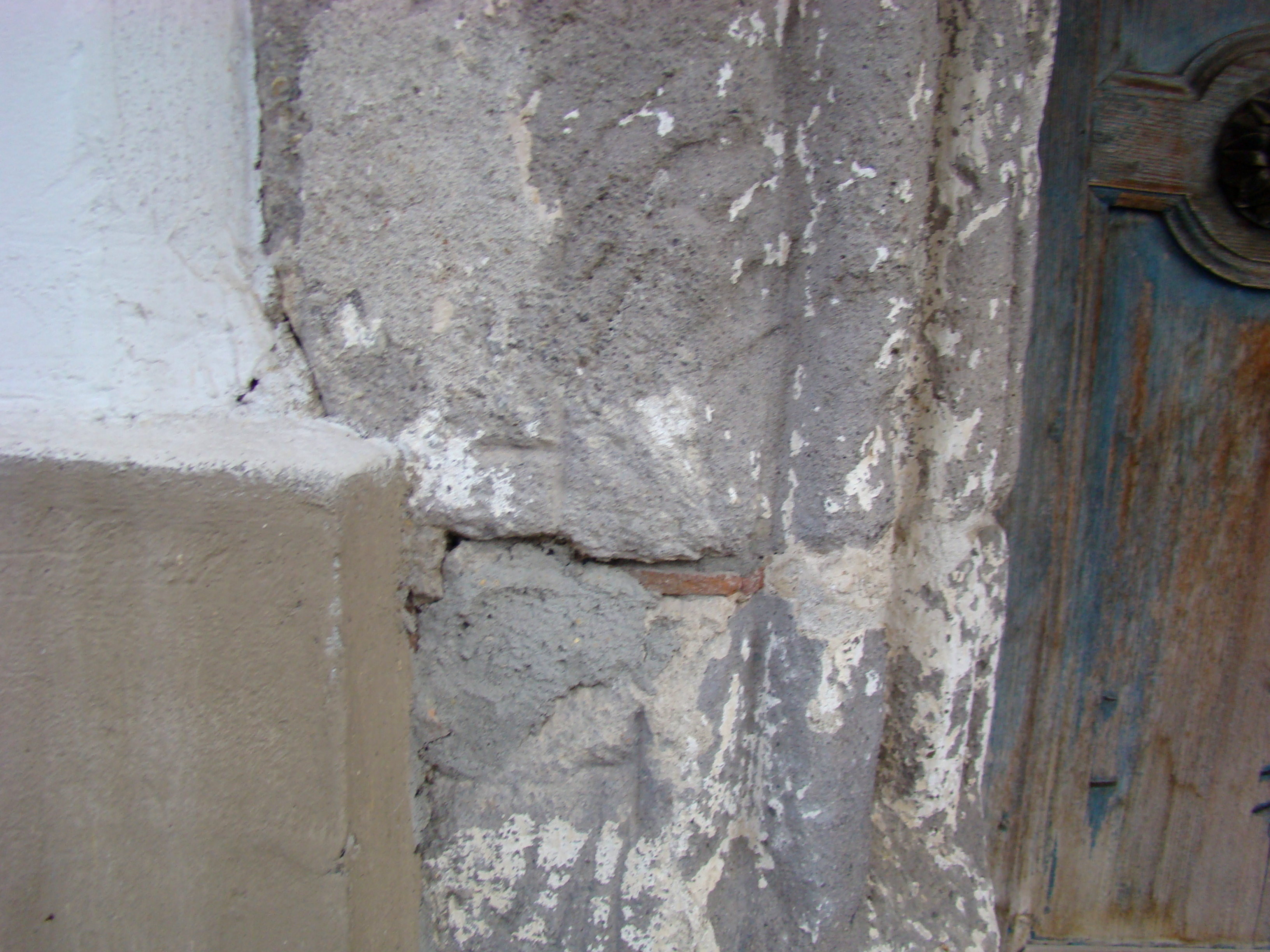
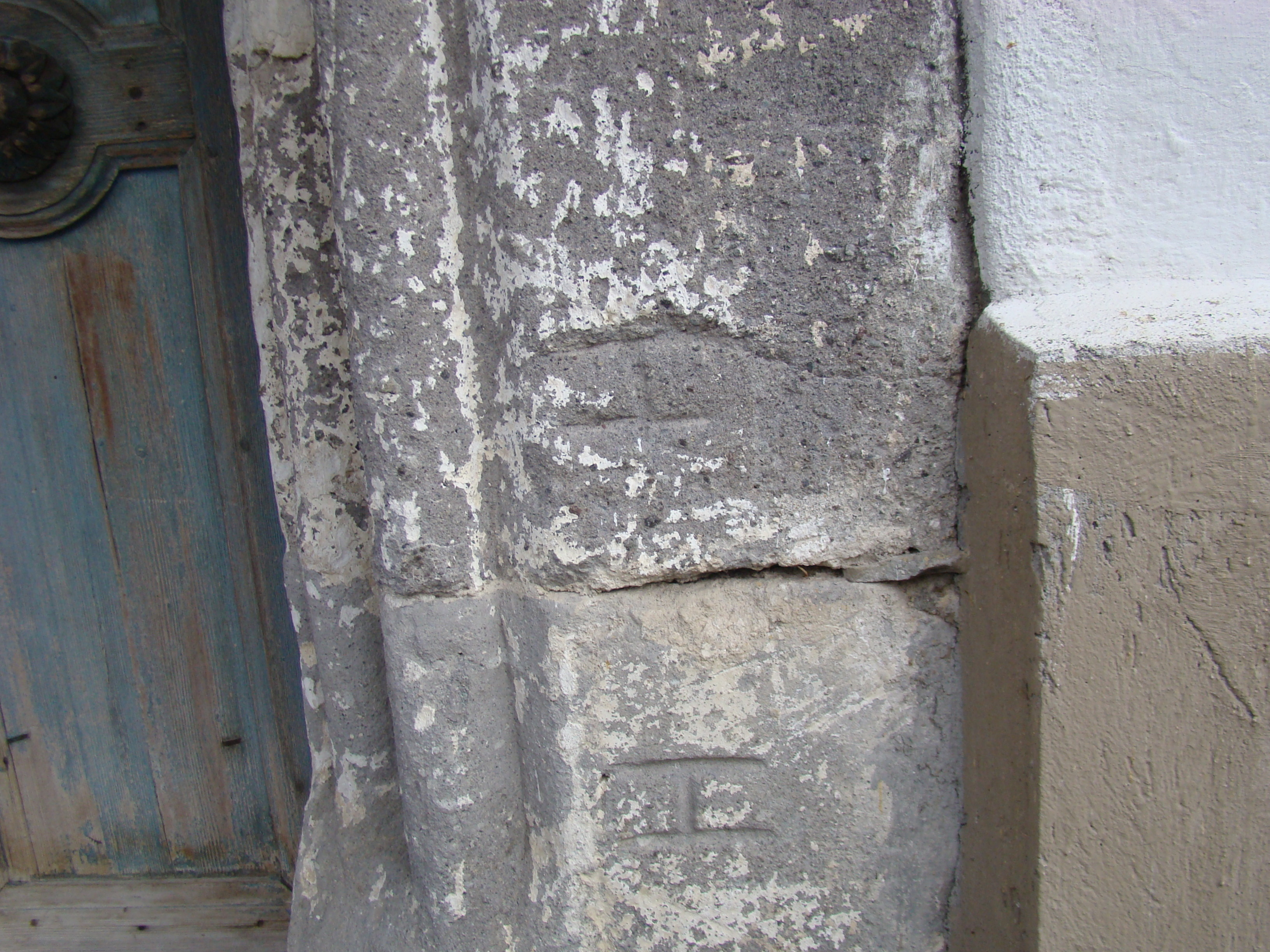
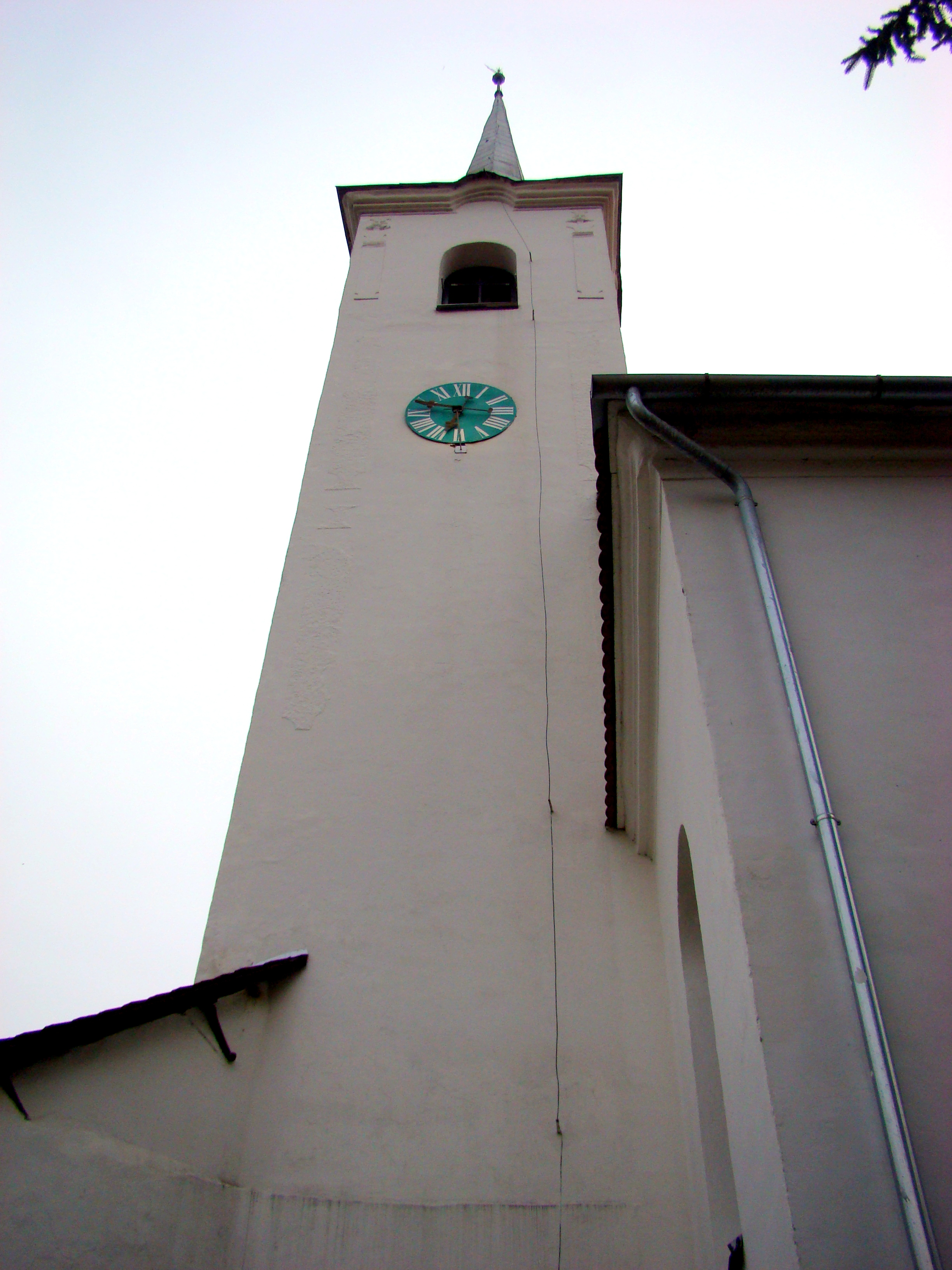
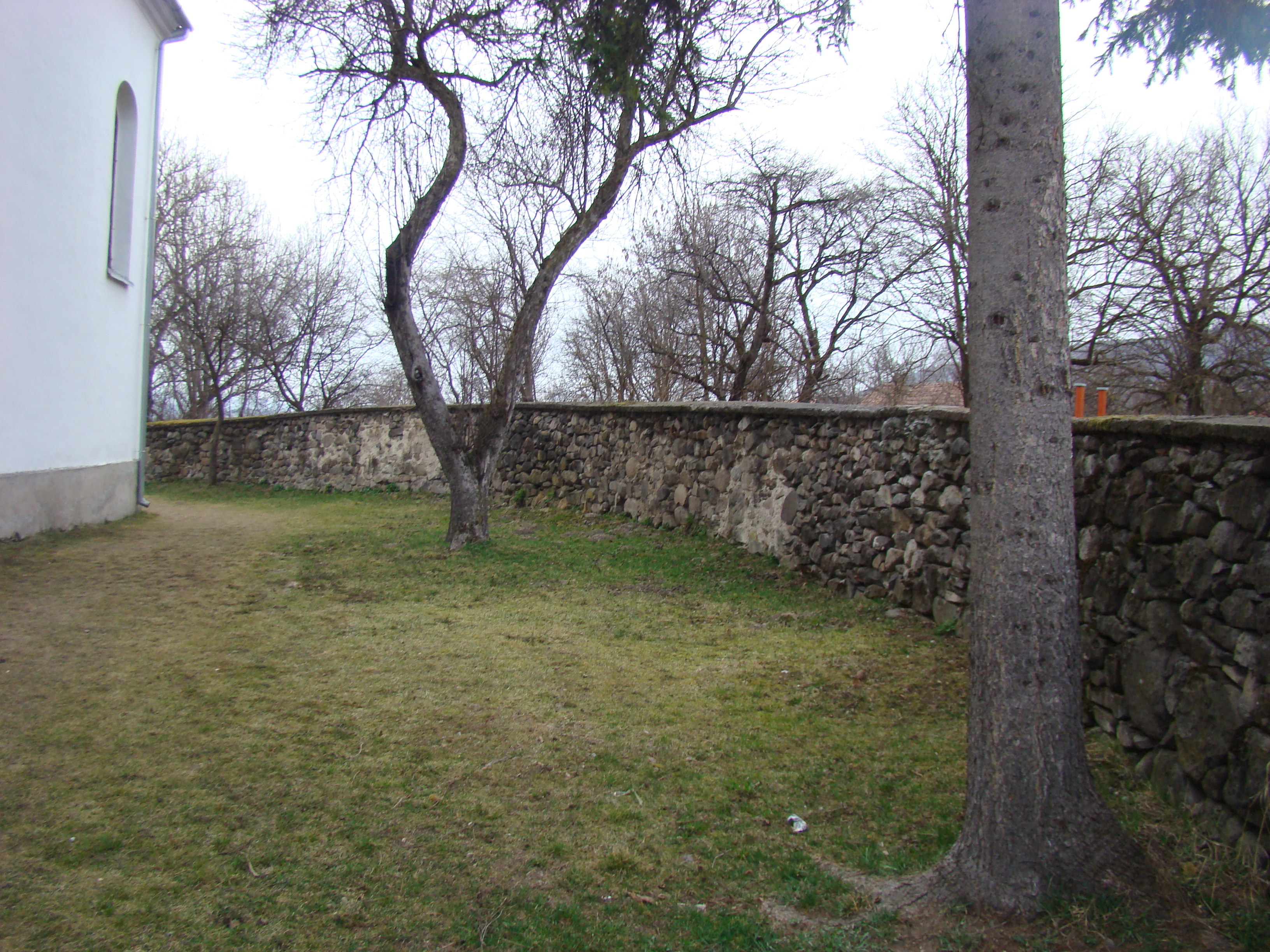
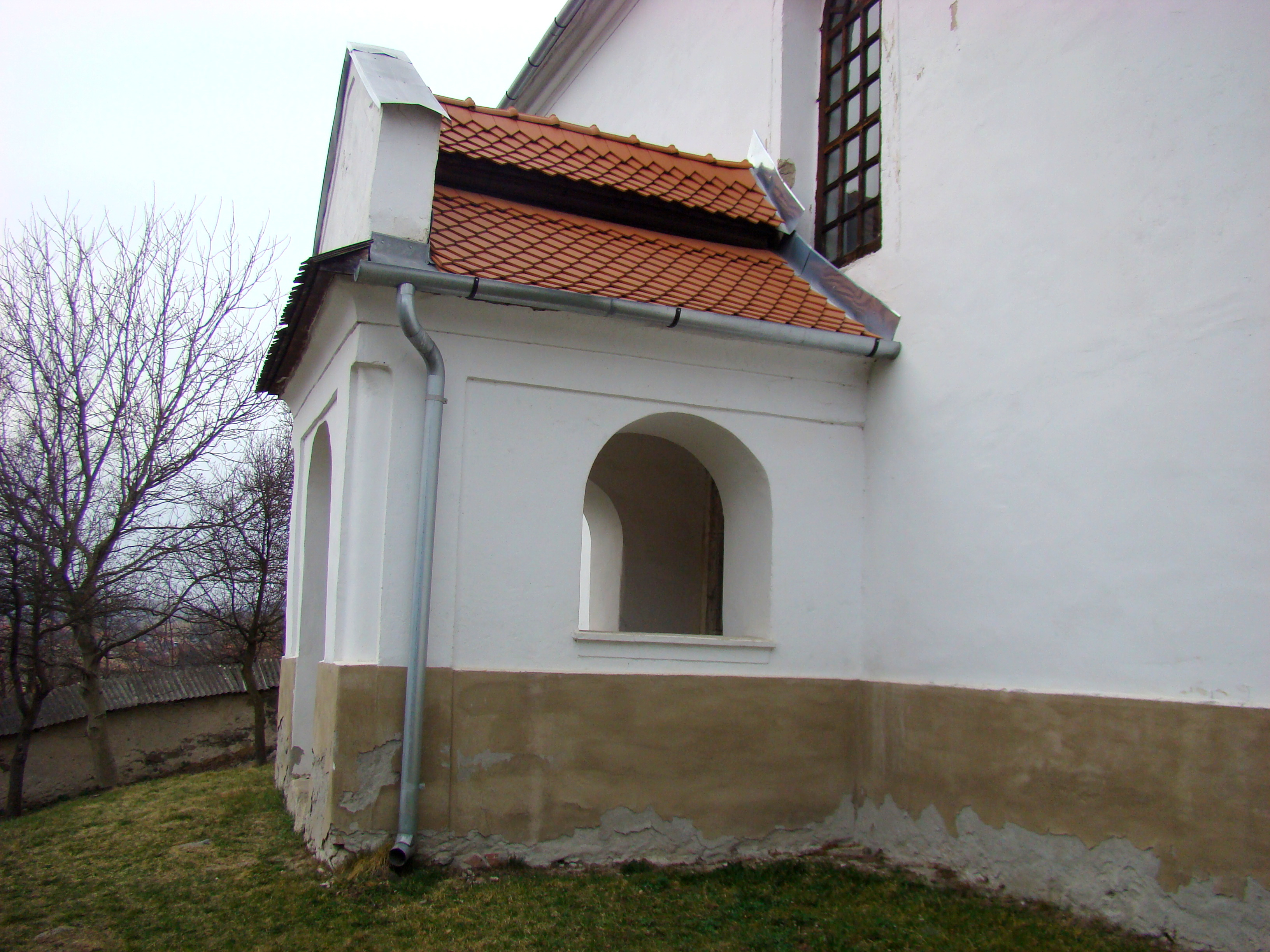
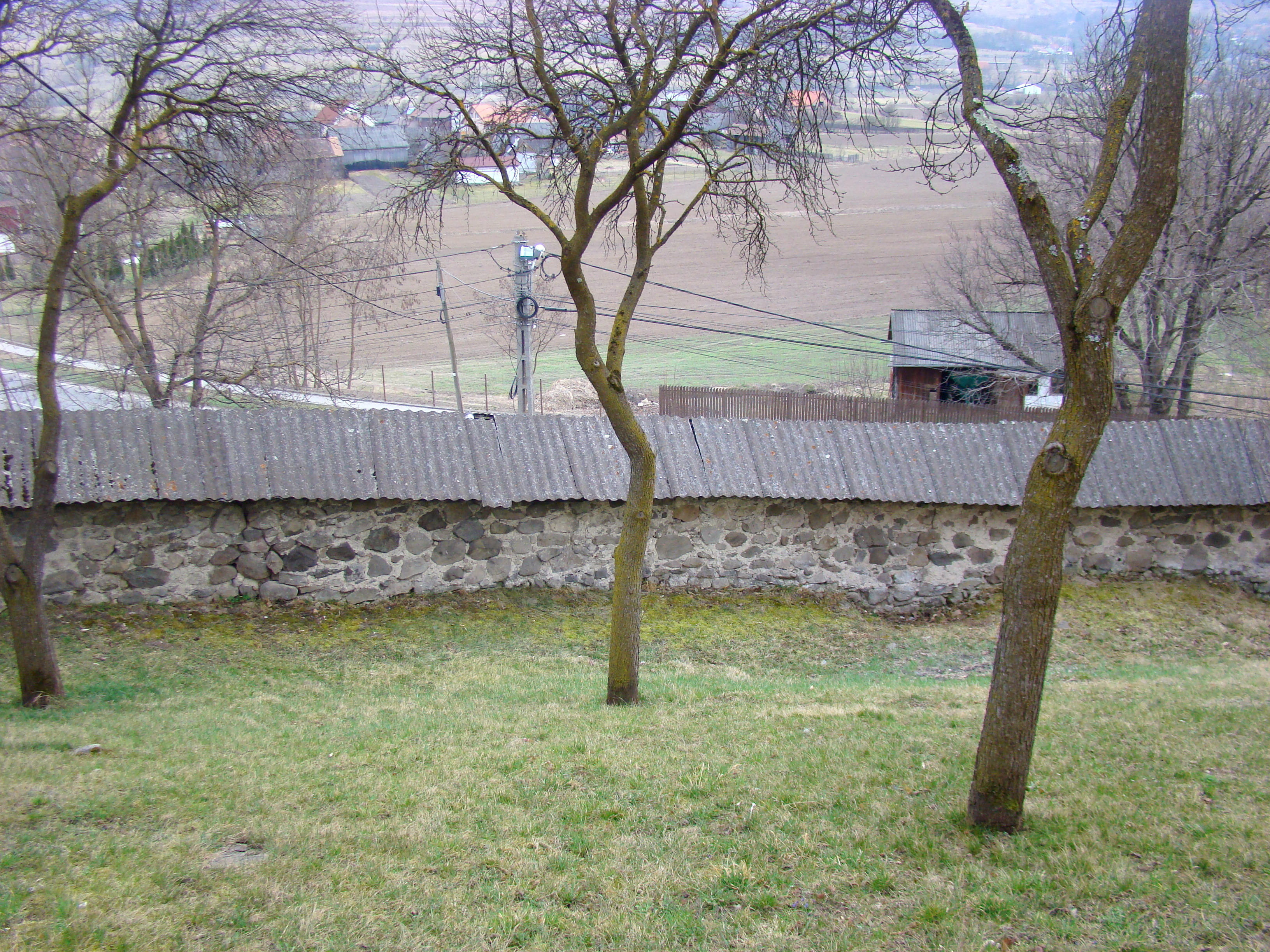
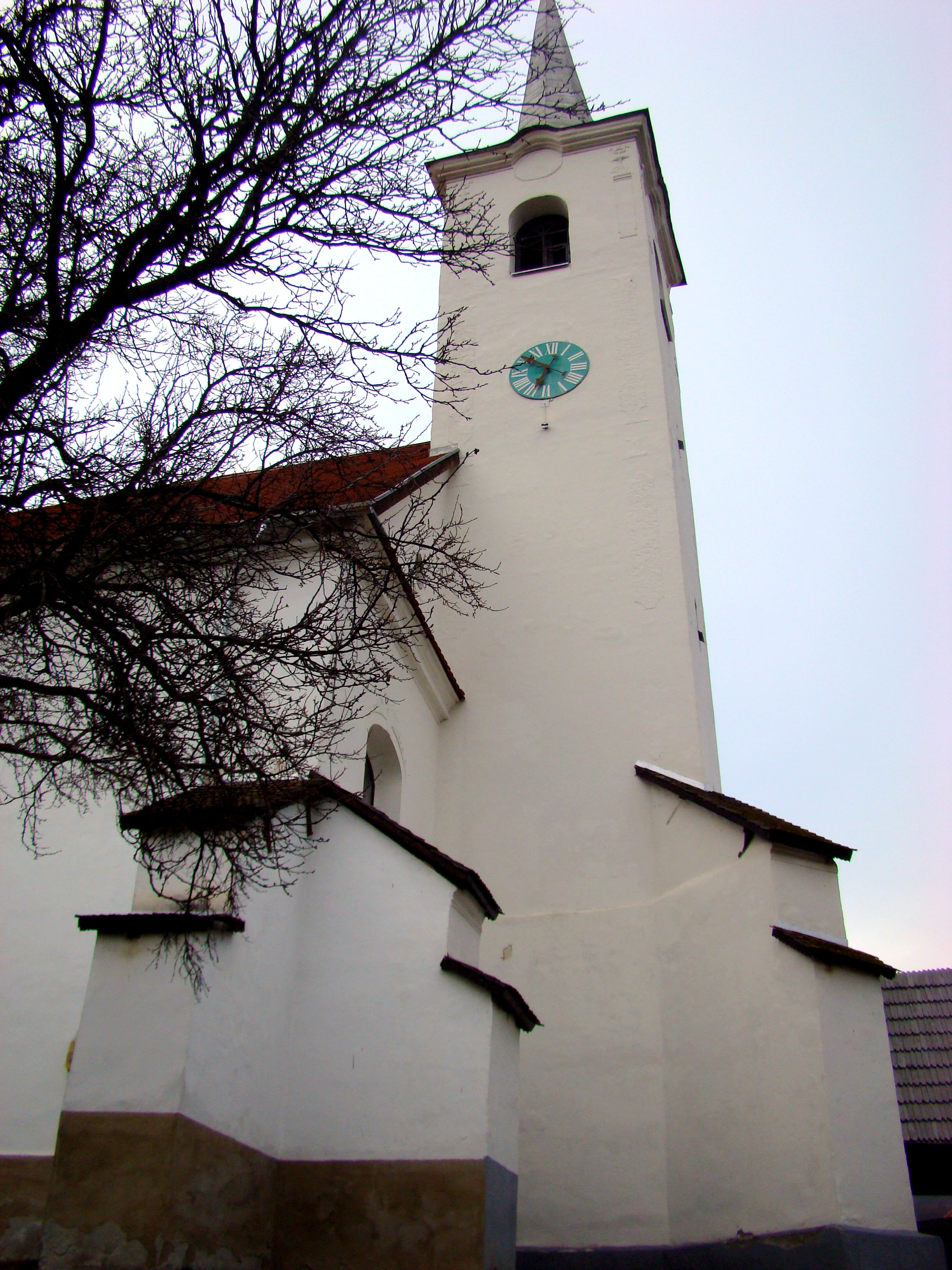
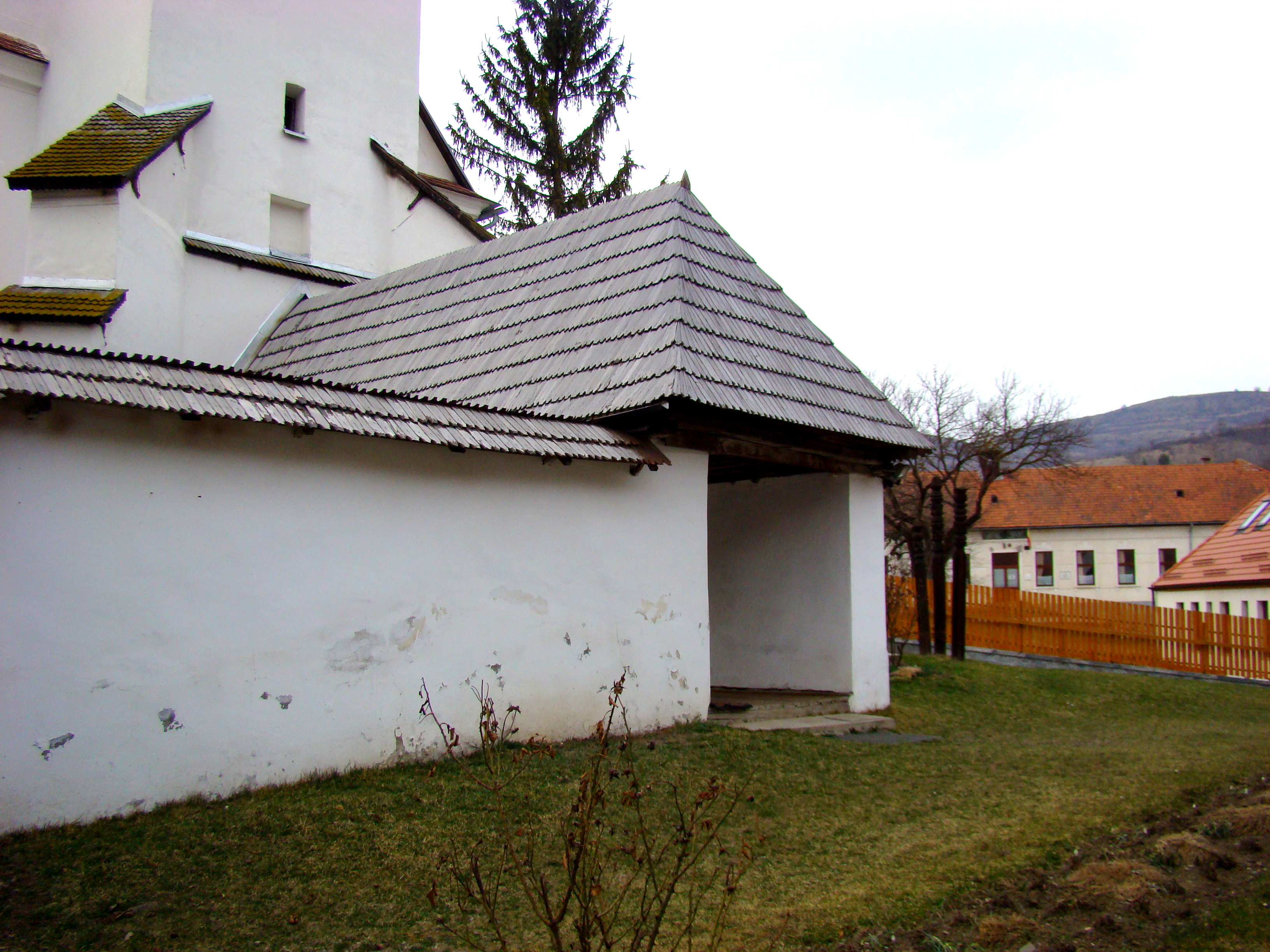
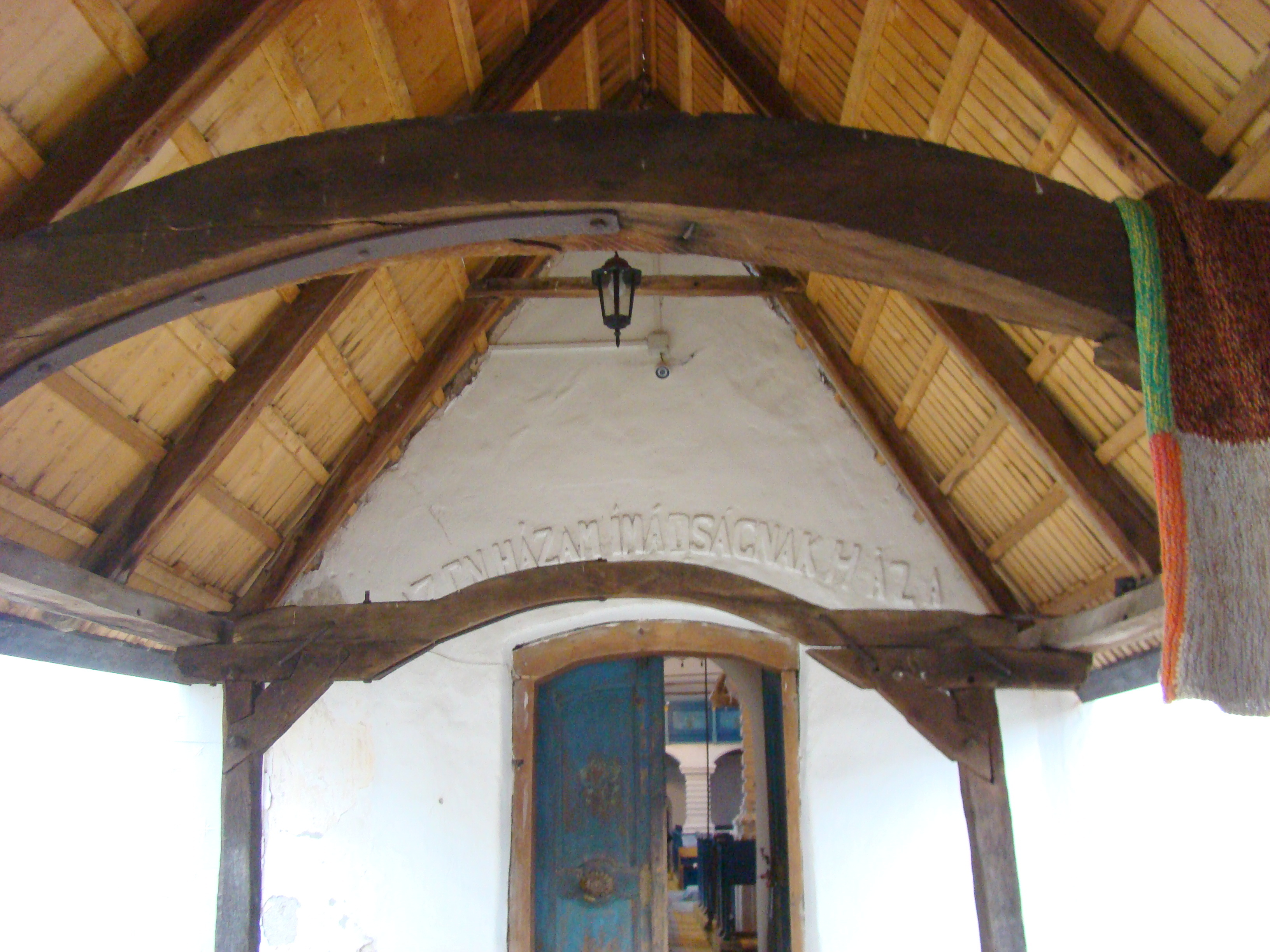
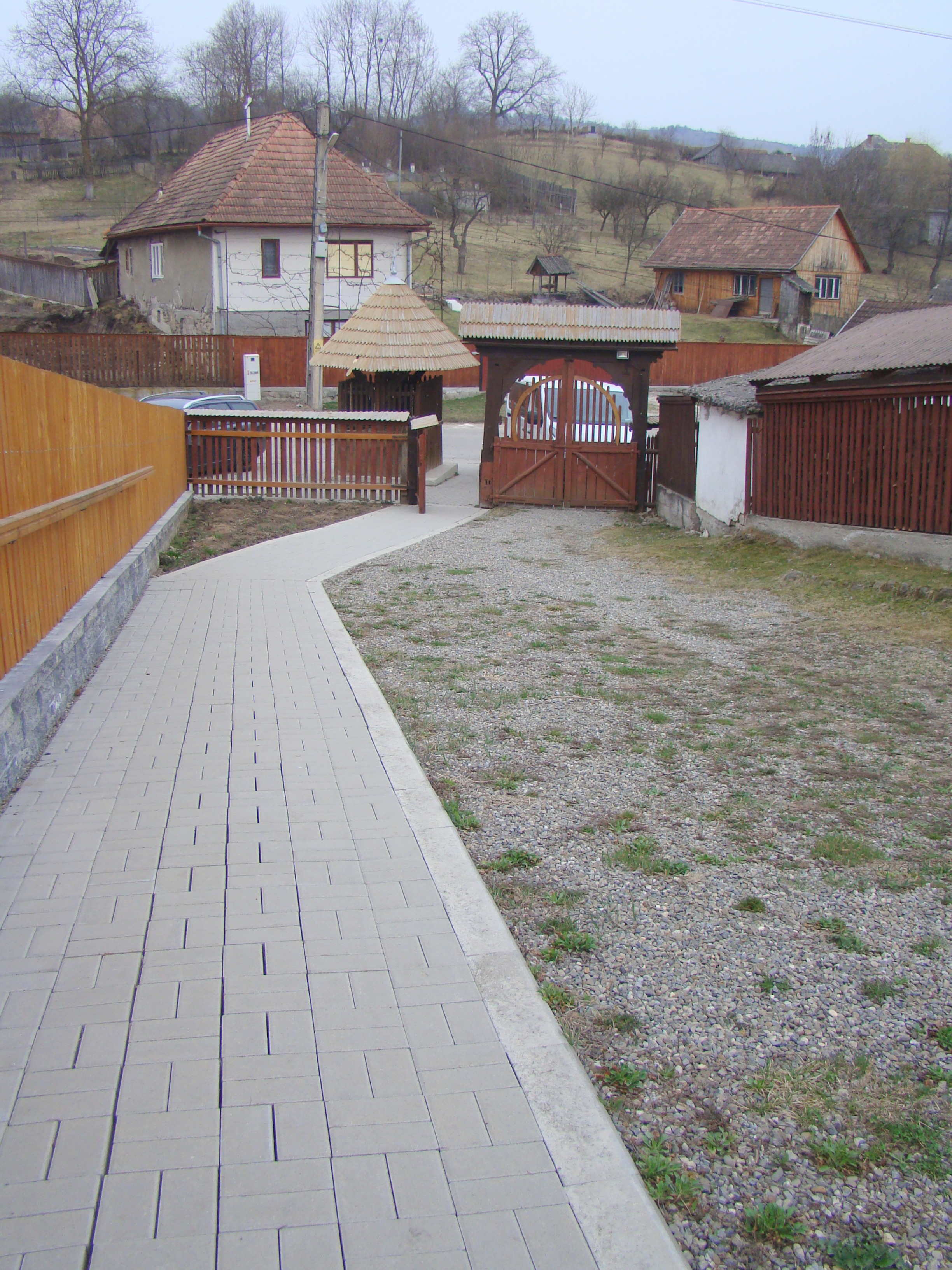
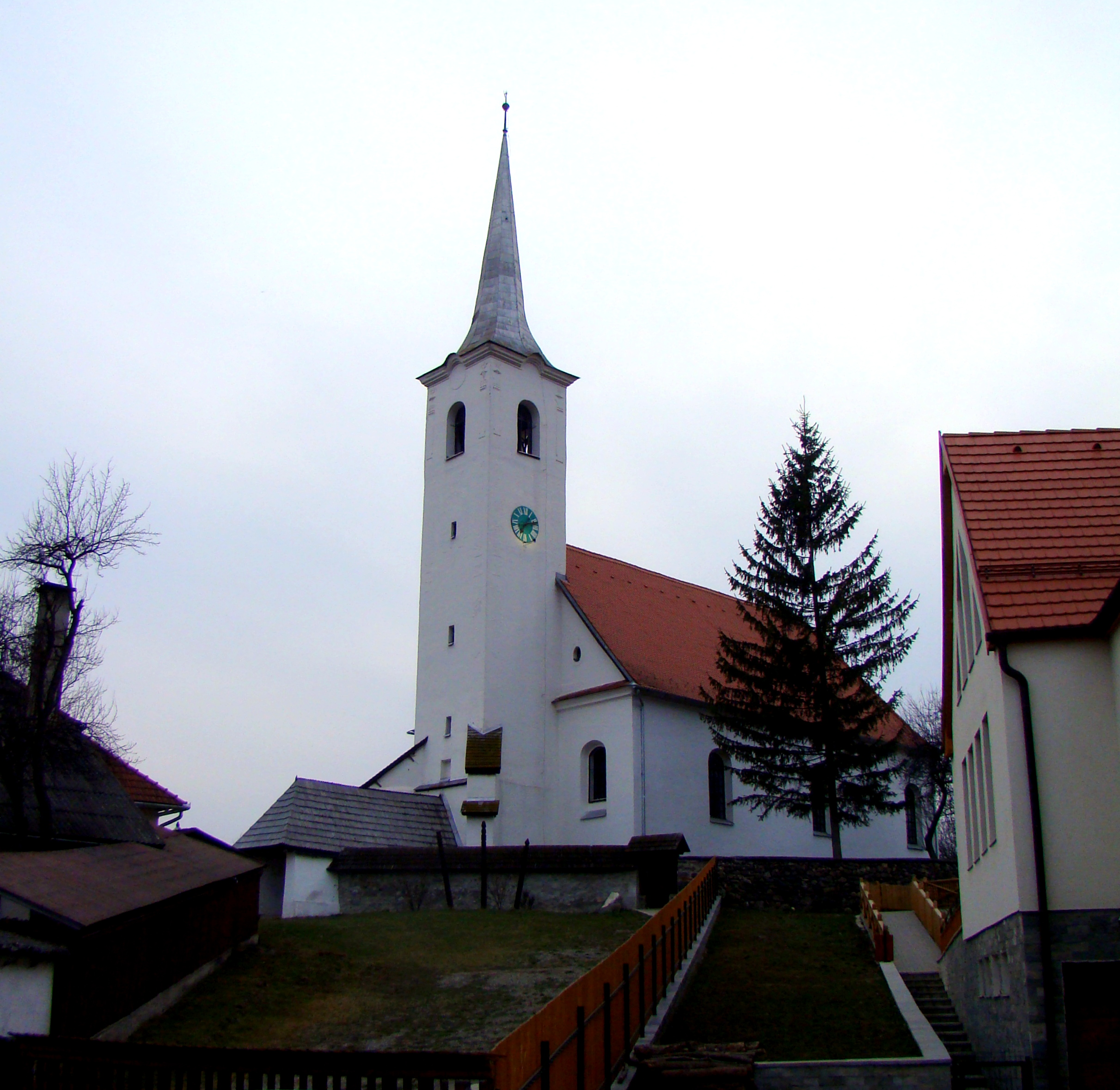

## Vezi și
- Ocna de Sus, Harghita

## Imagini din interior

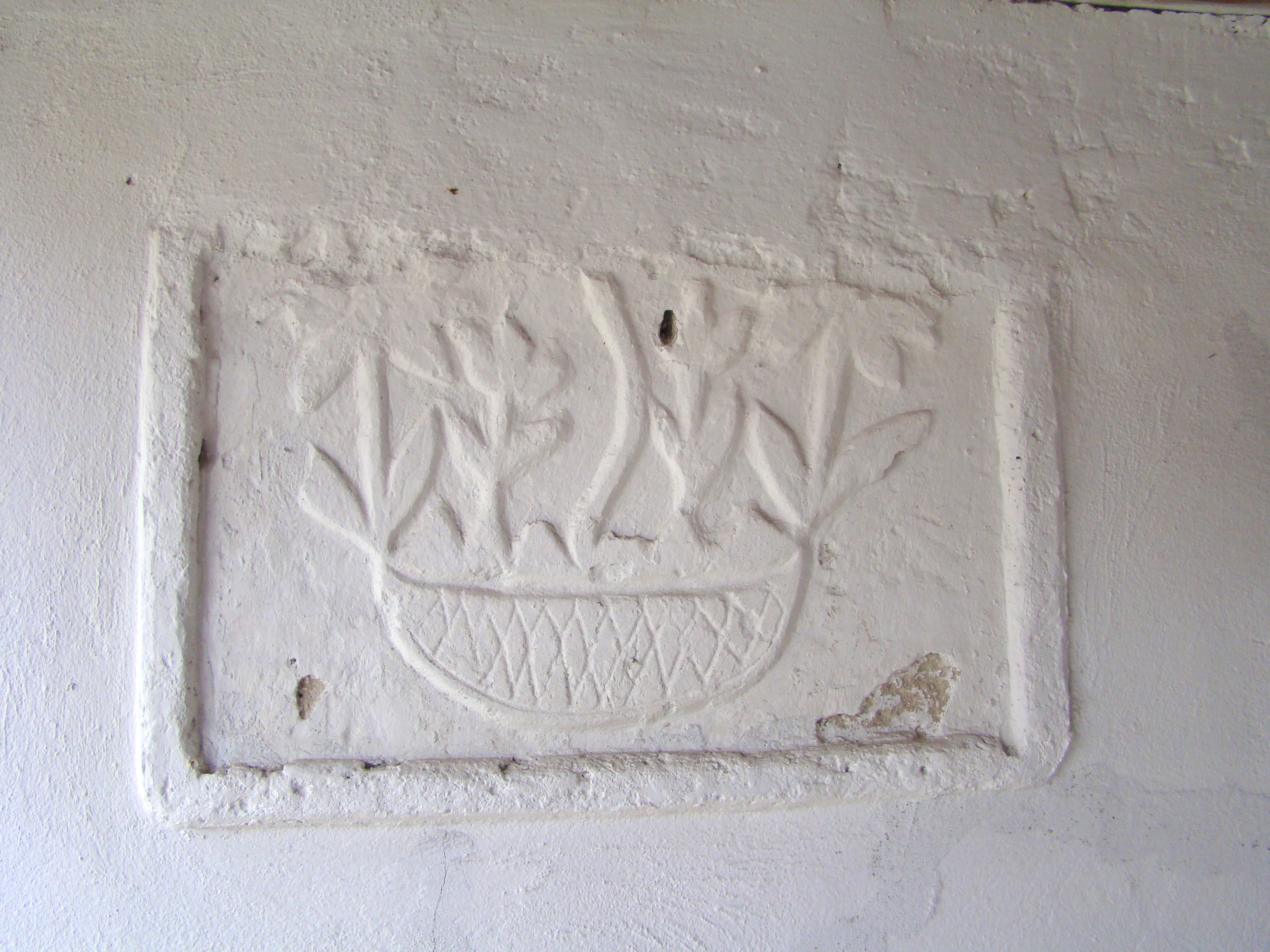
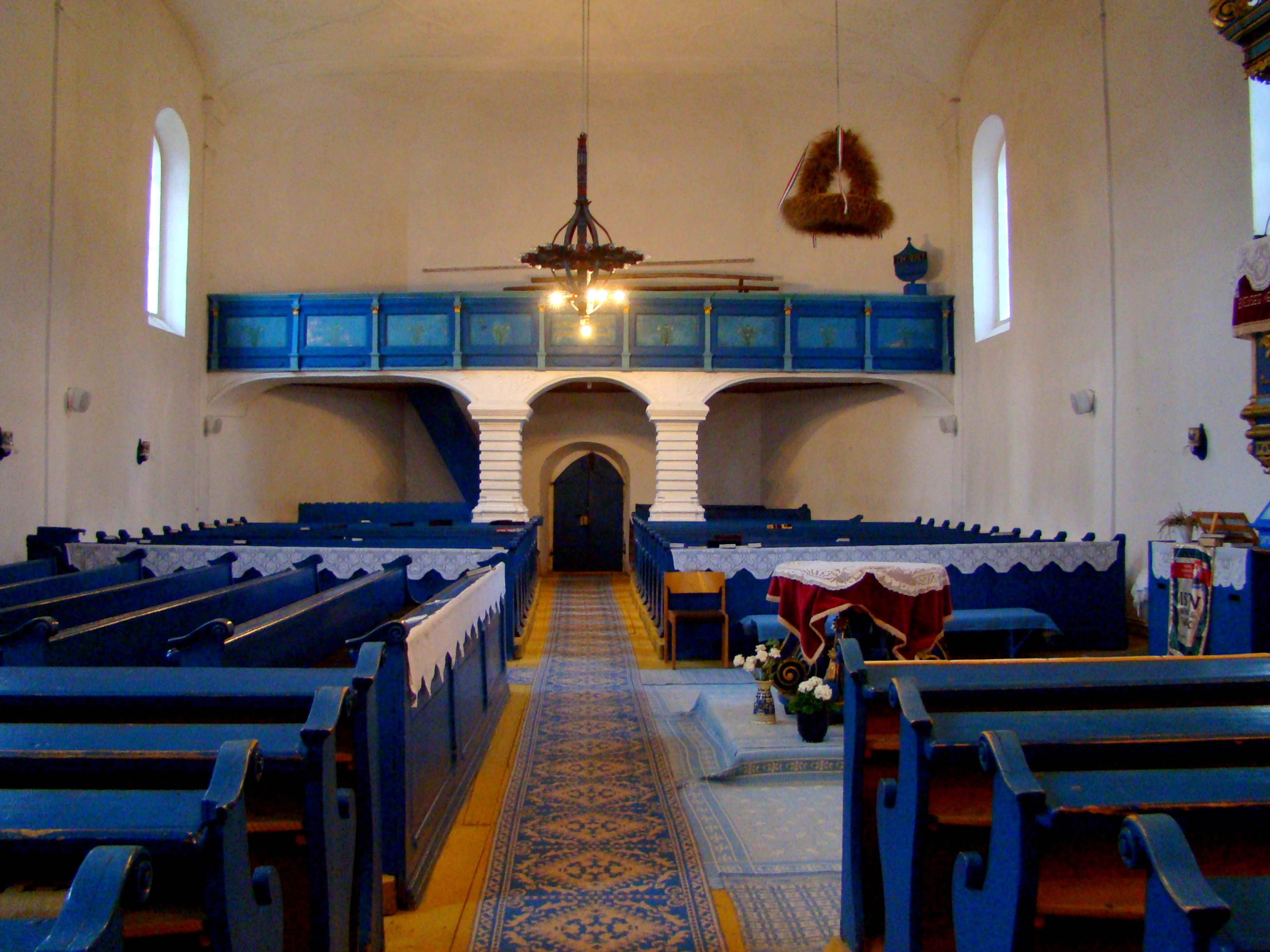
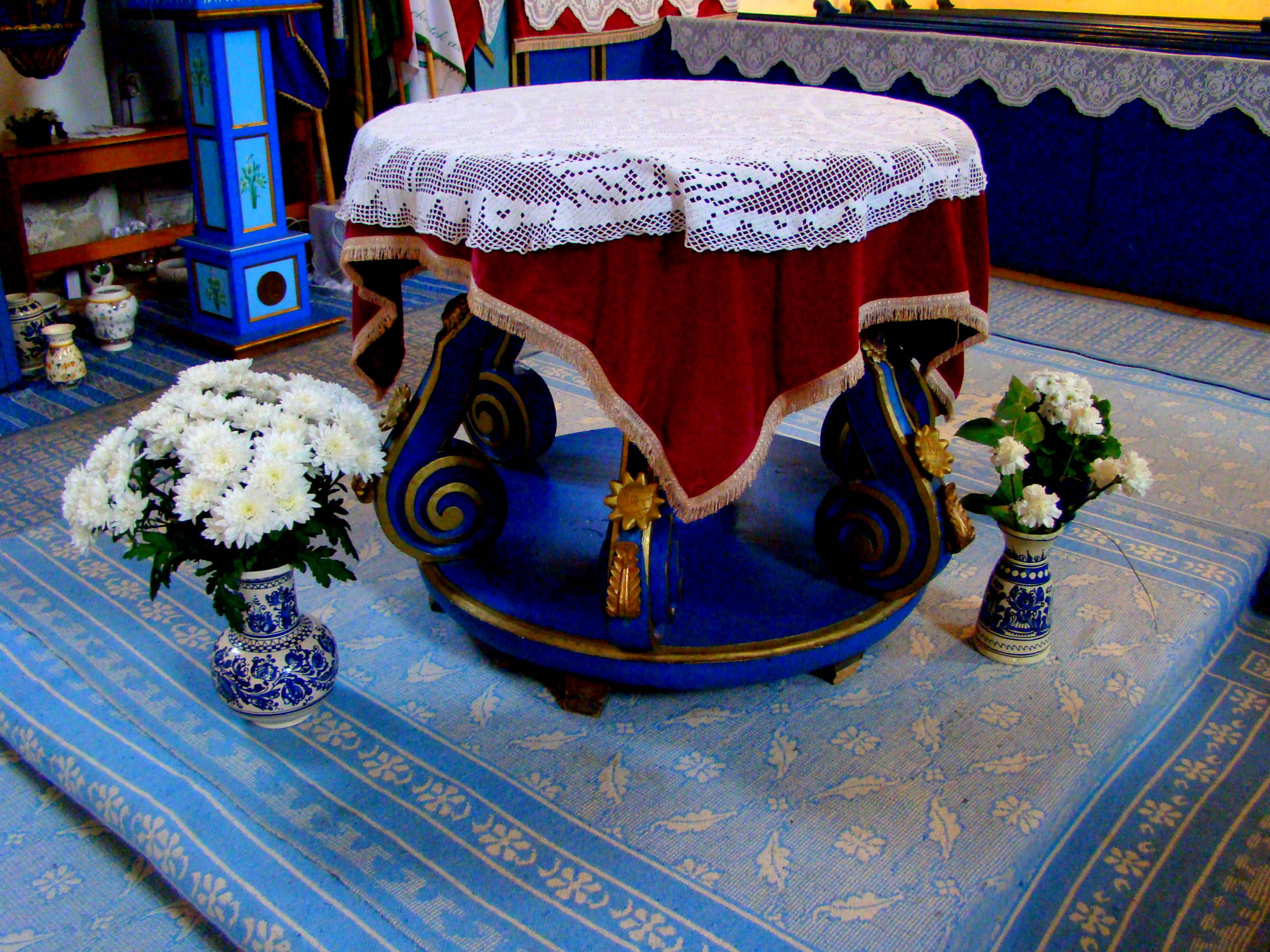
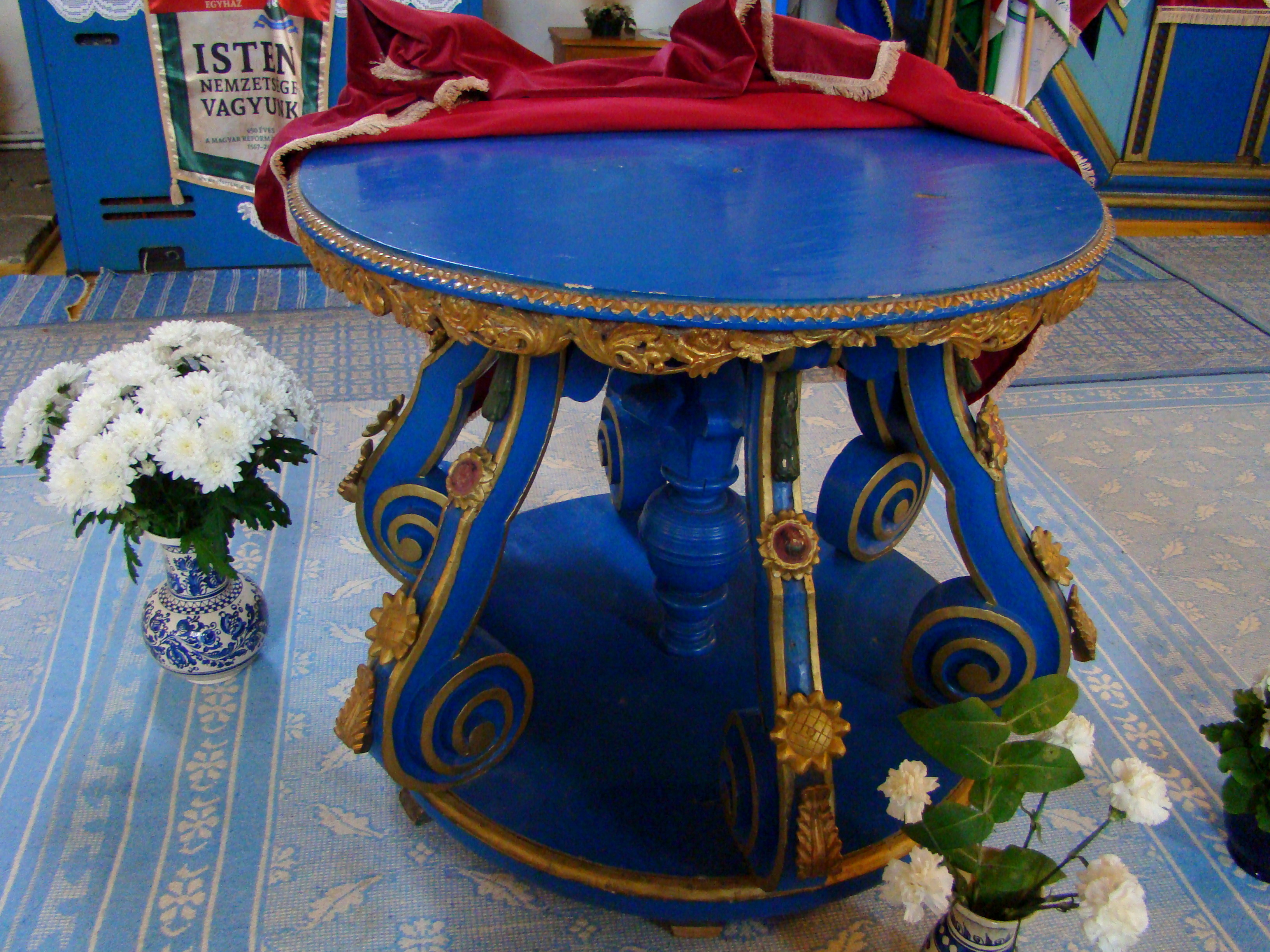
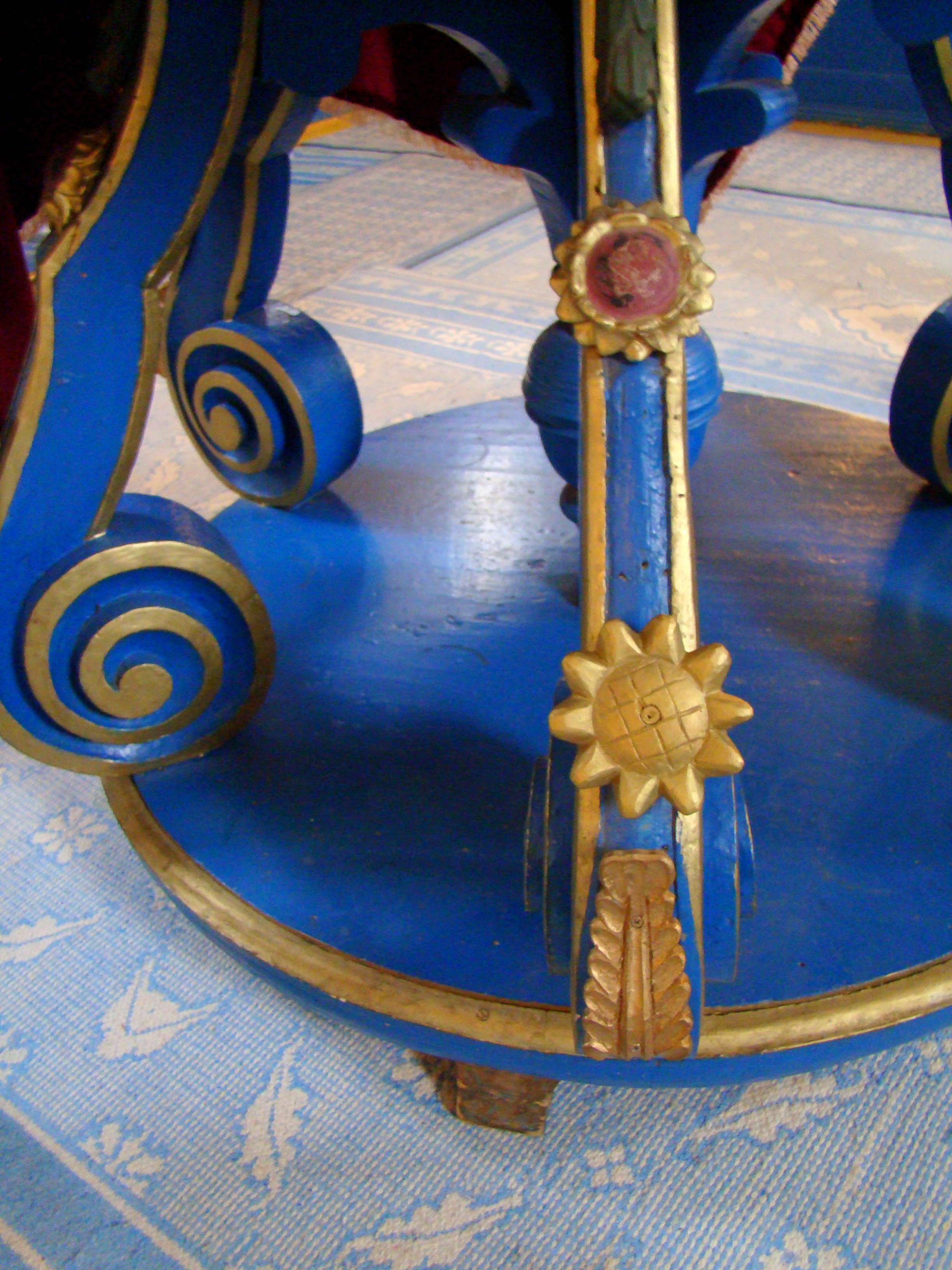
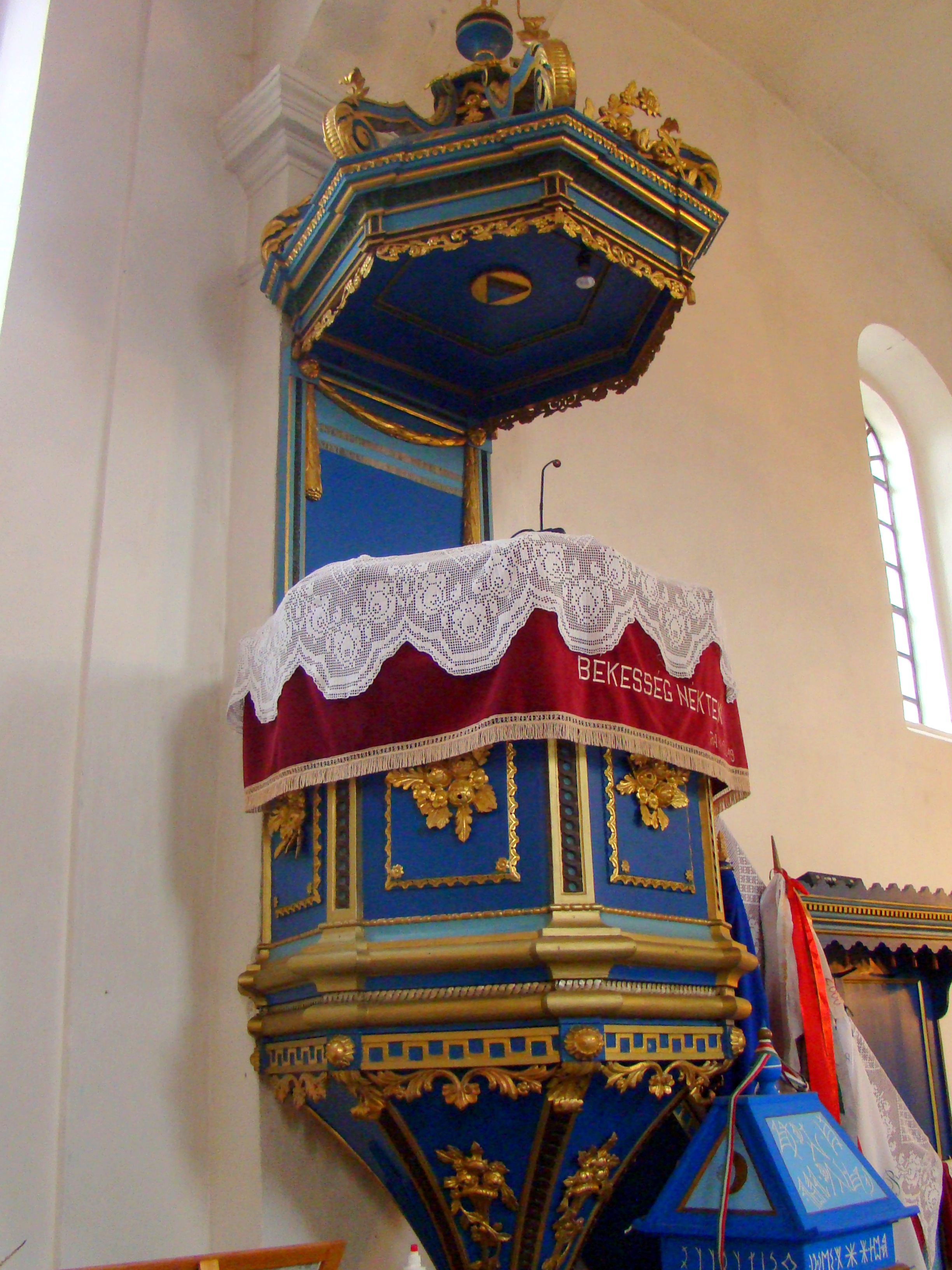
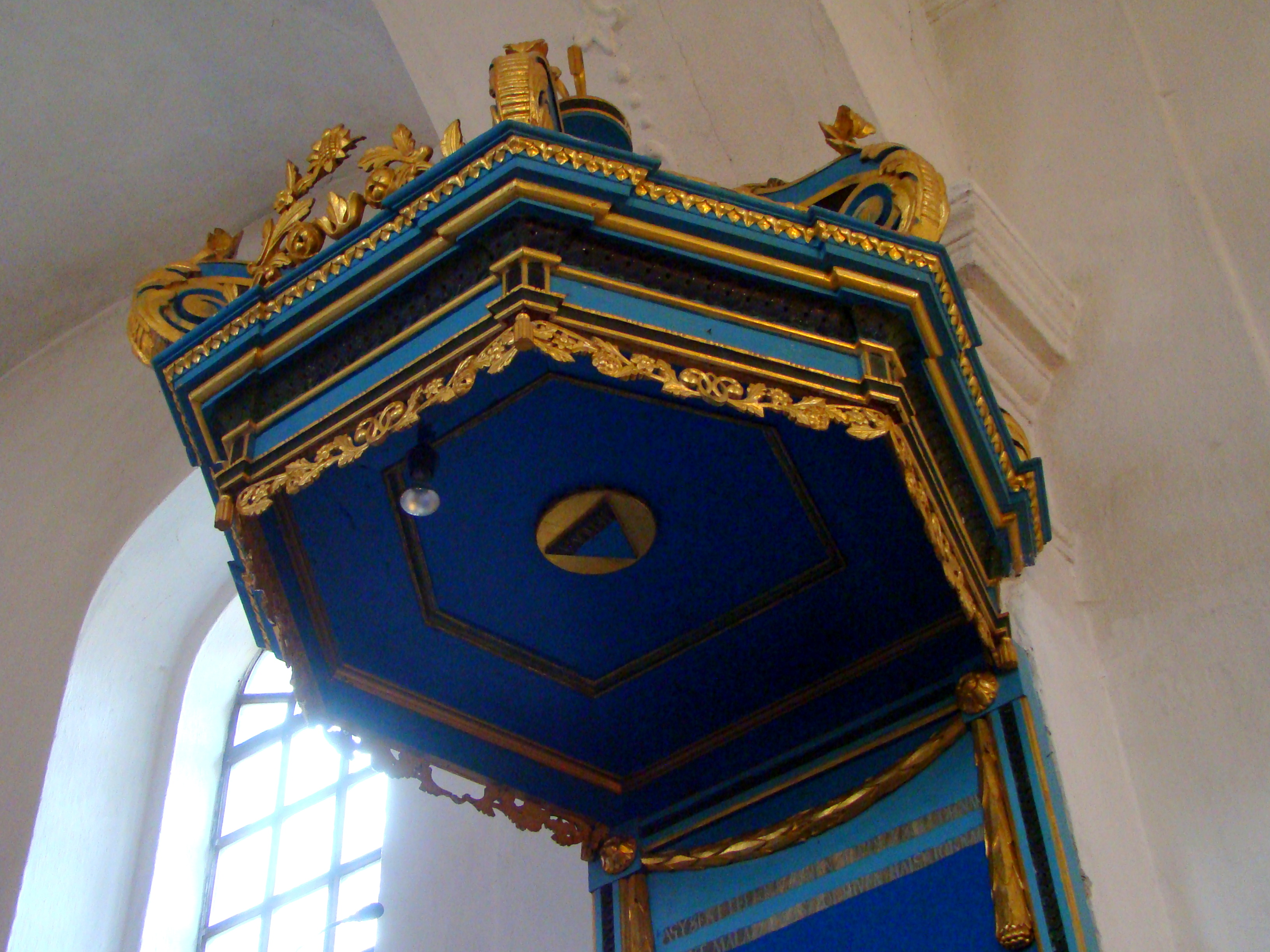
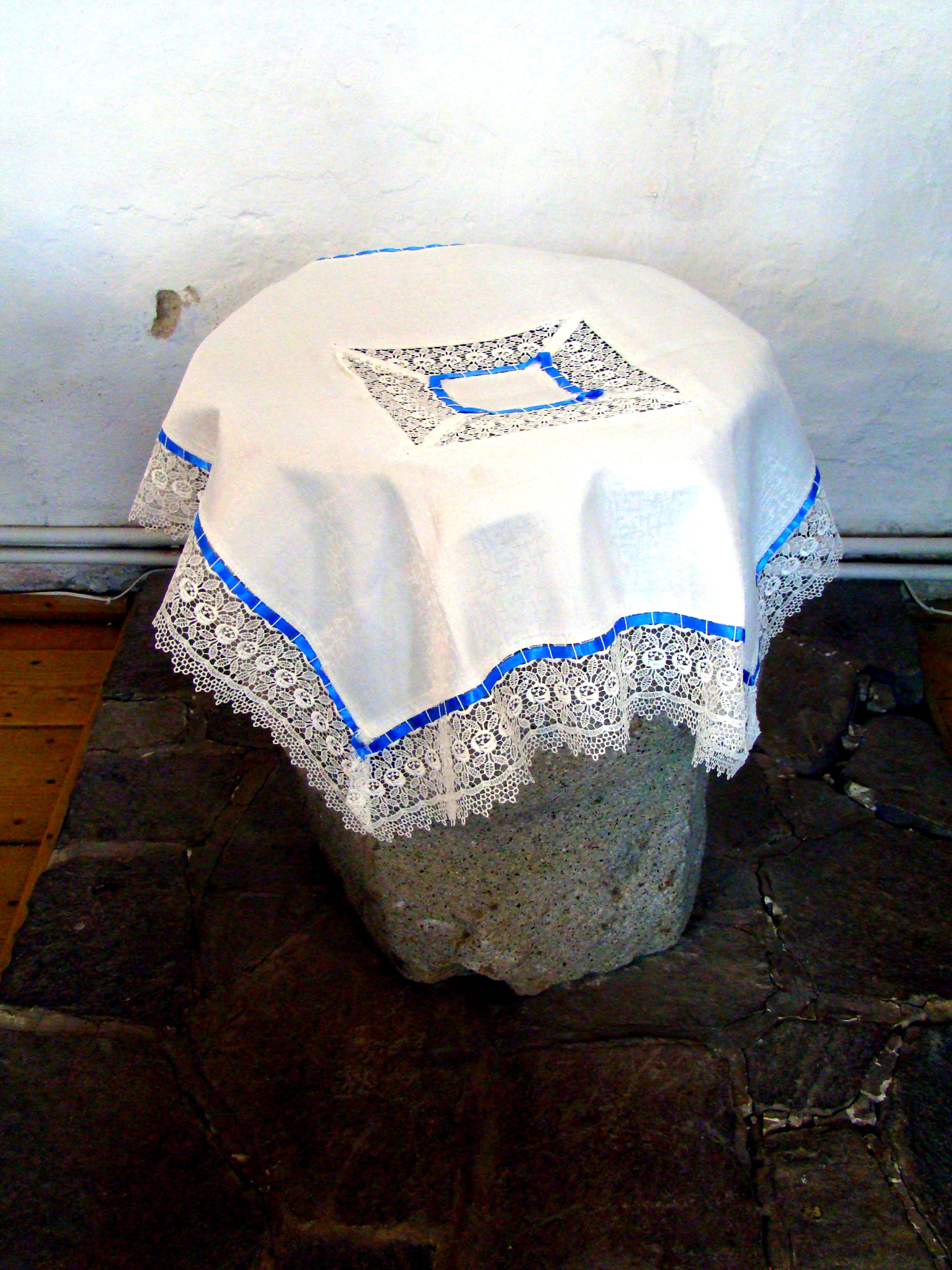
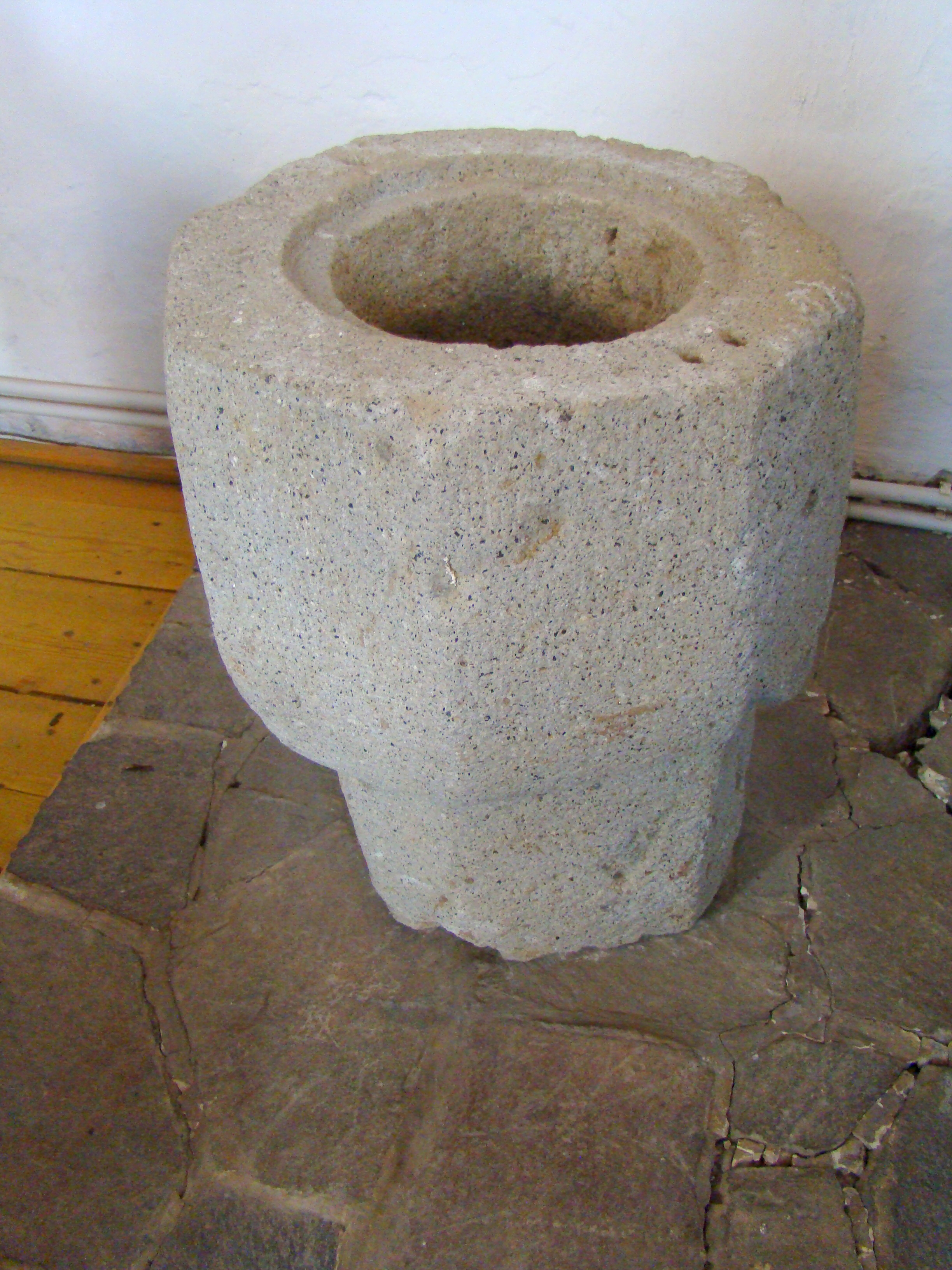
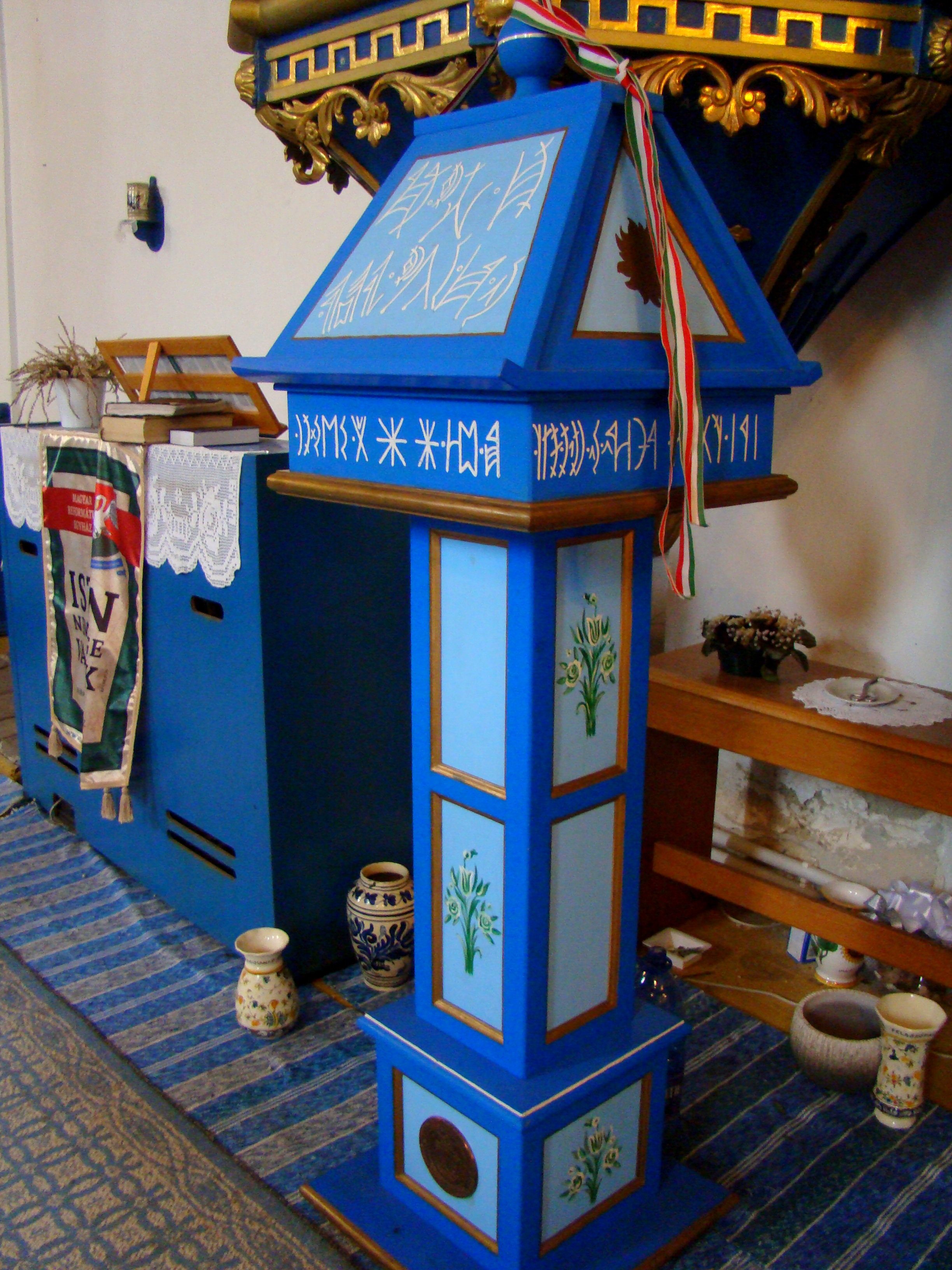
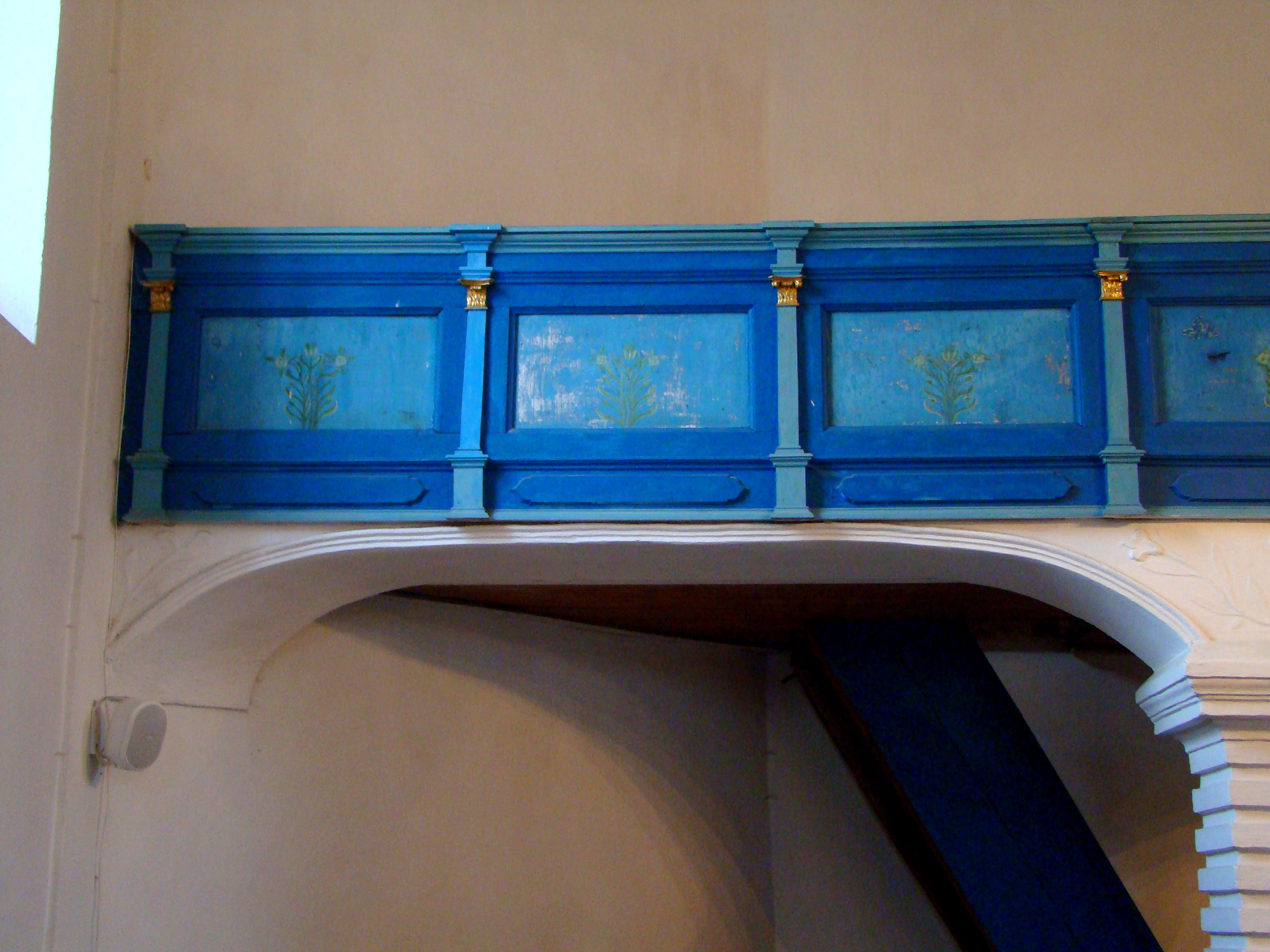
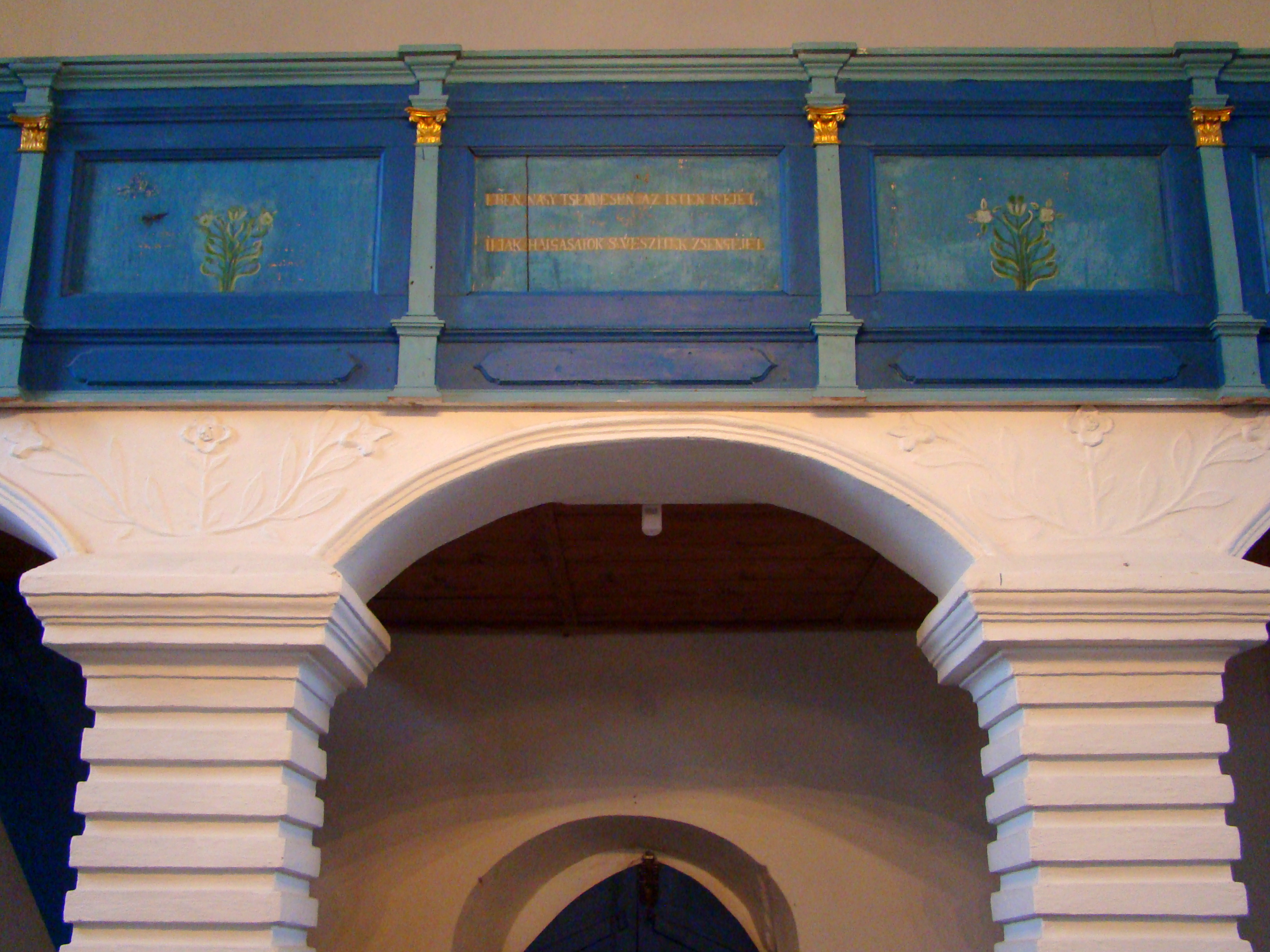
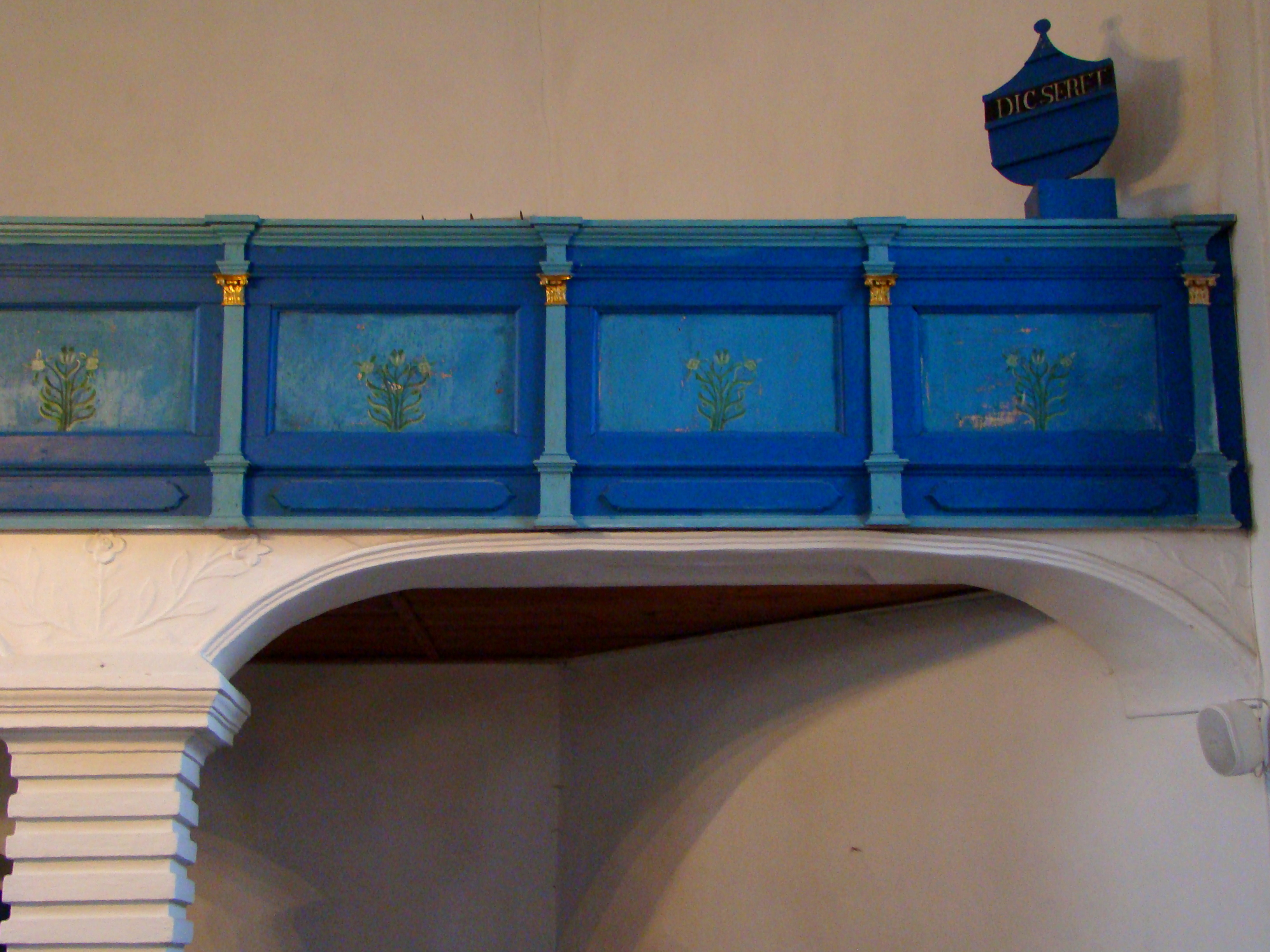
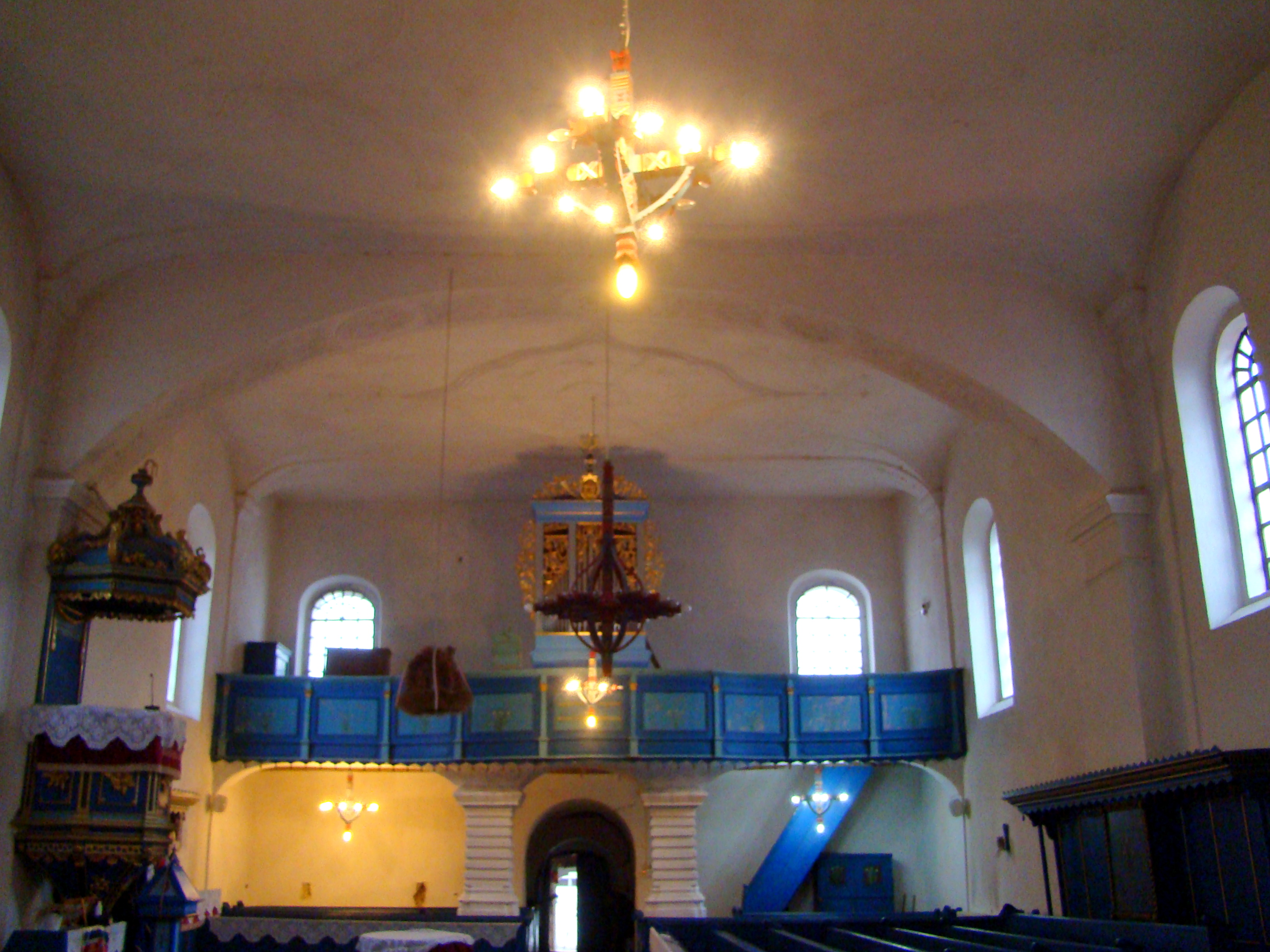
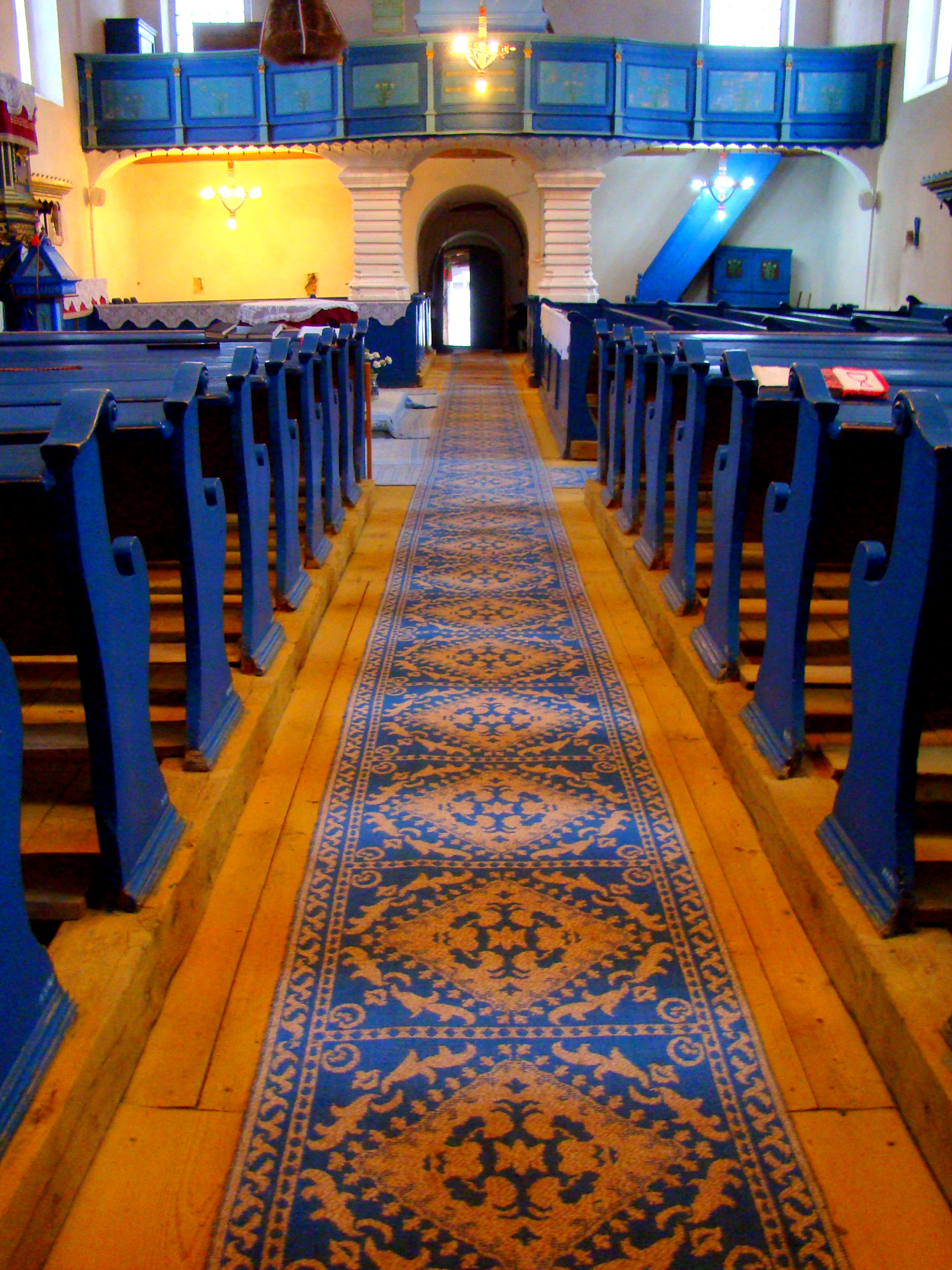
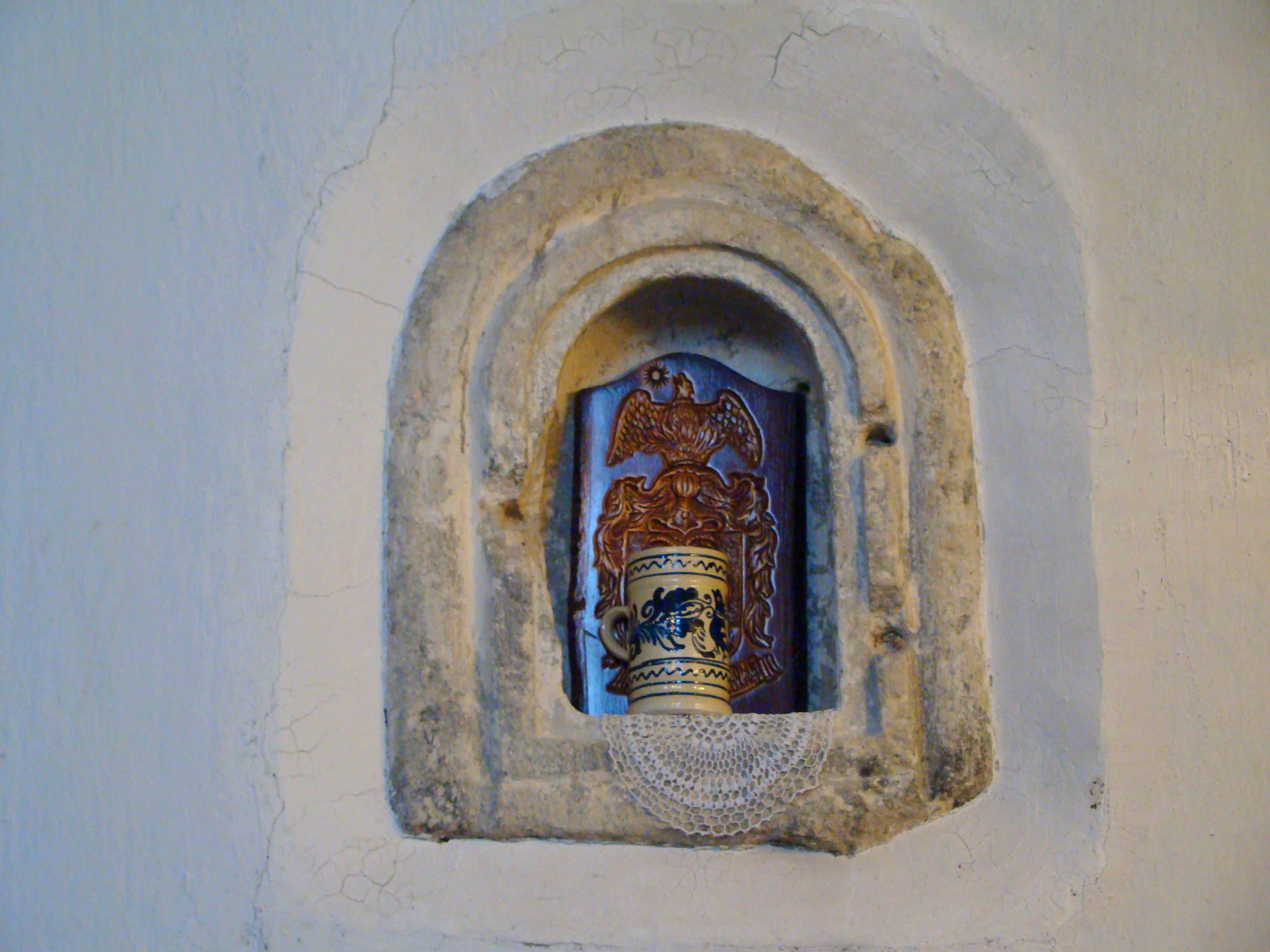
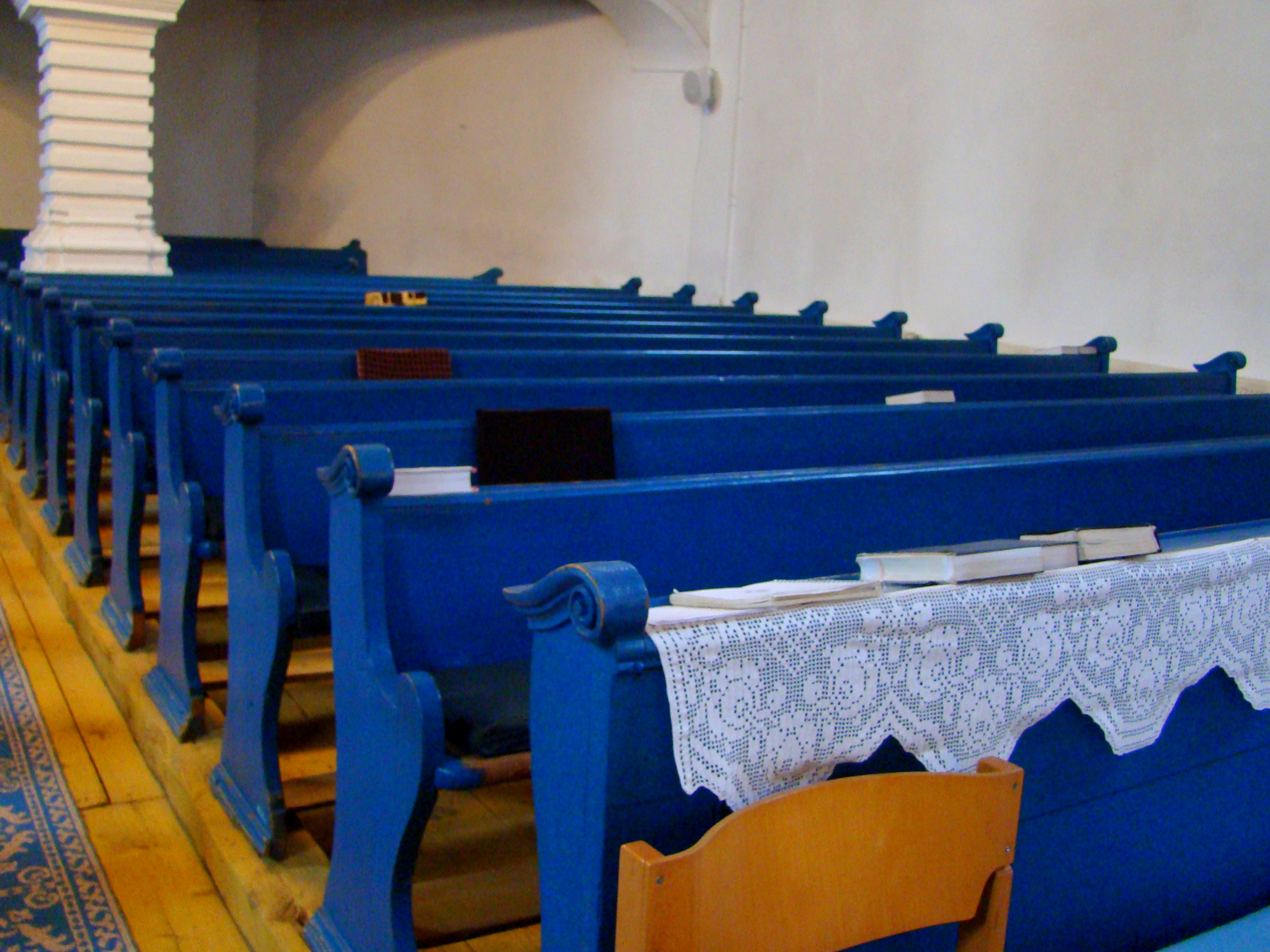
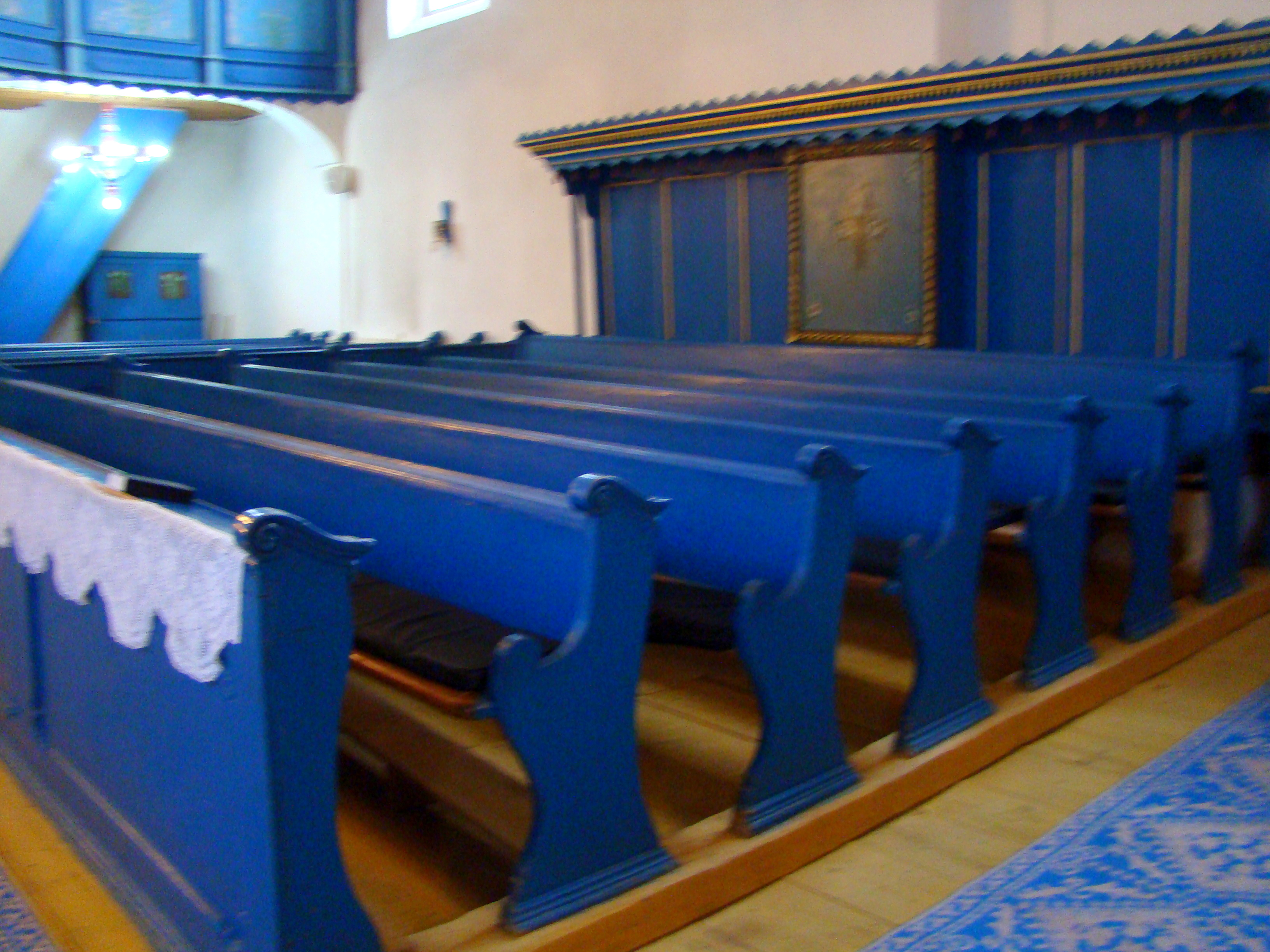
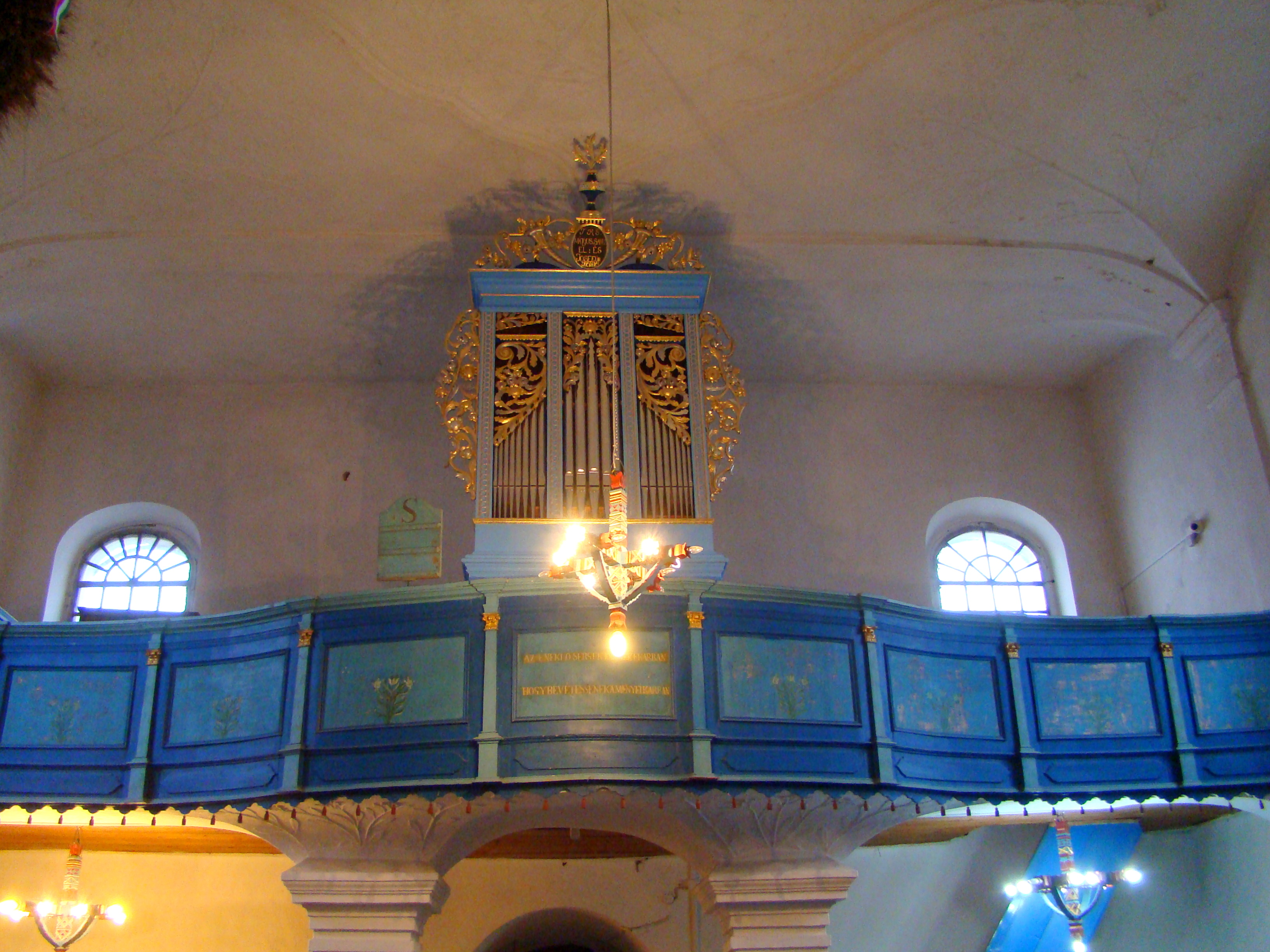
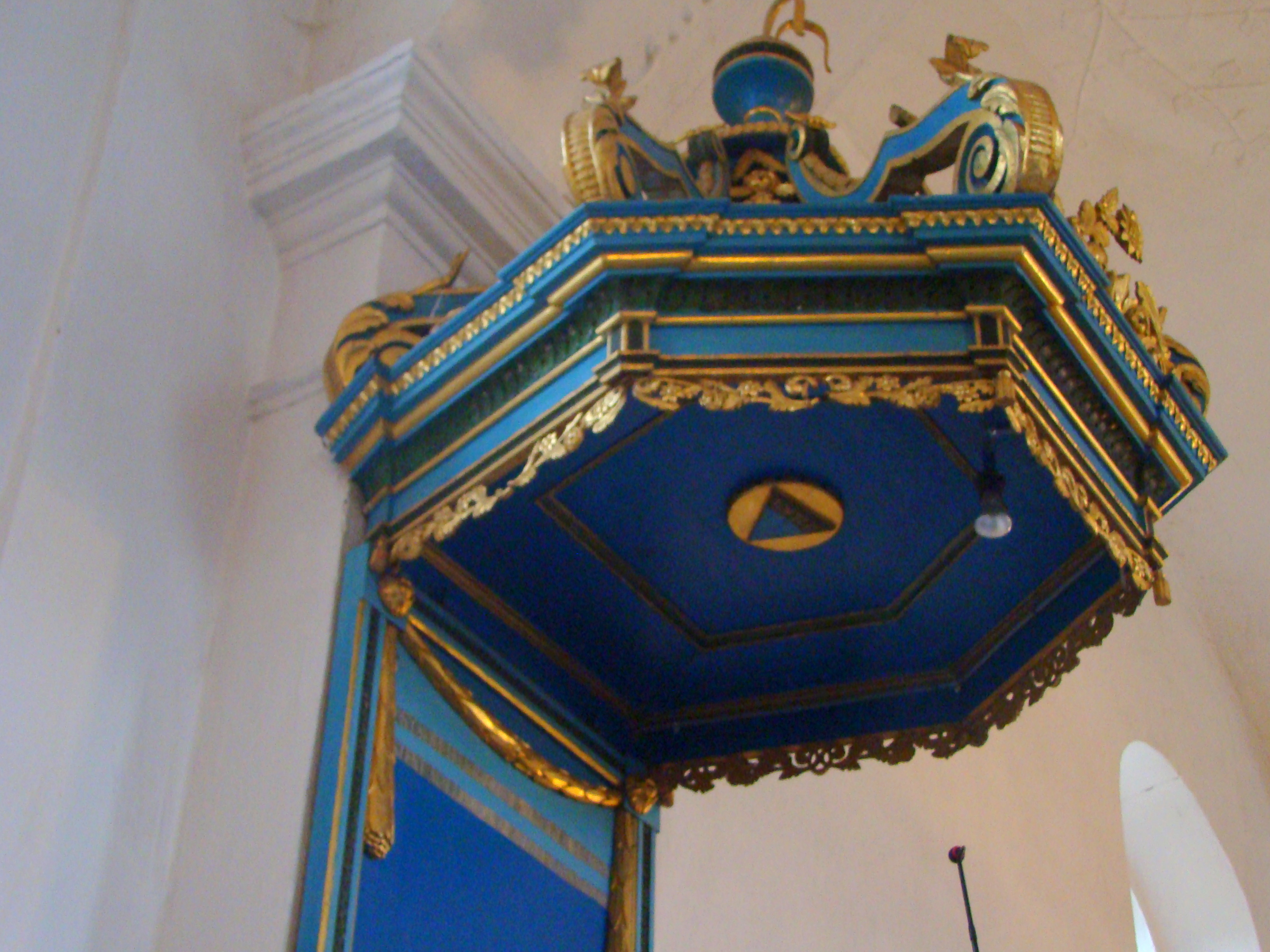
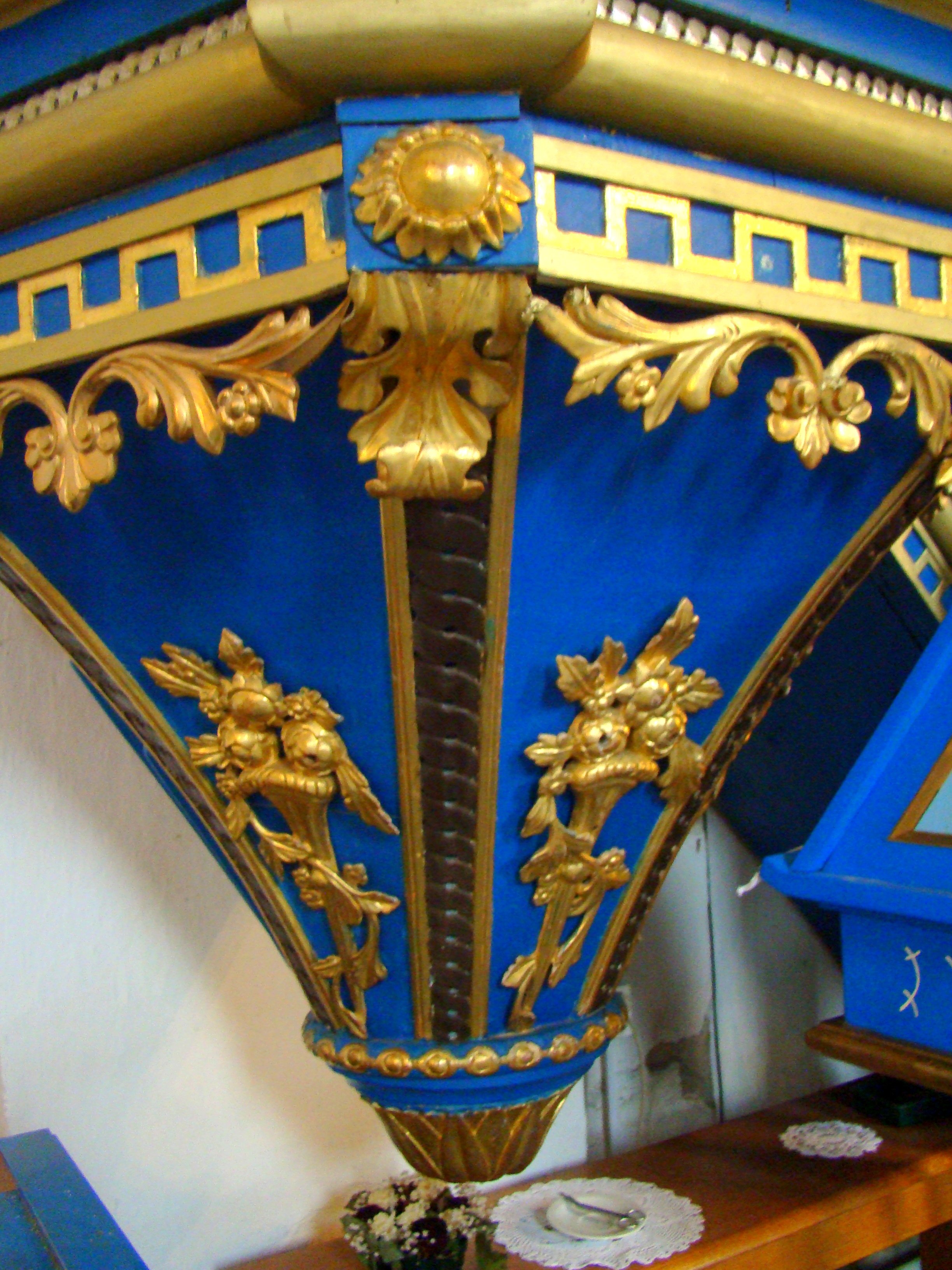
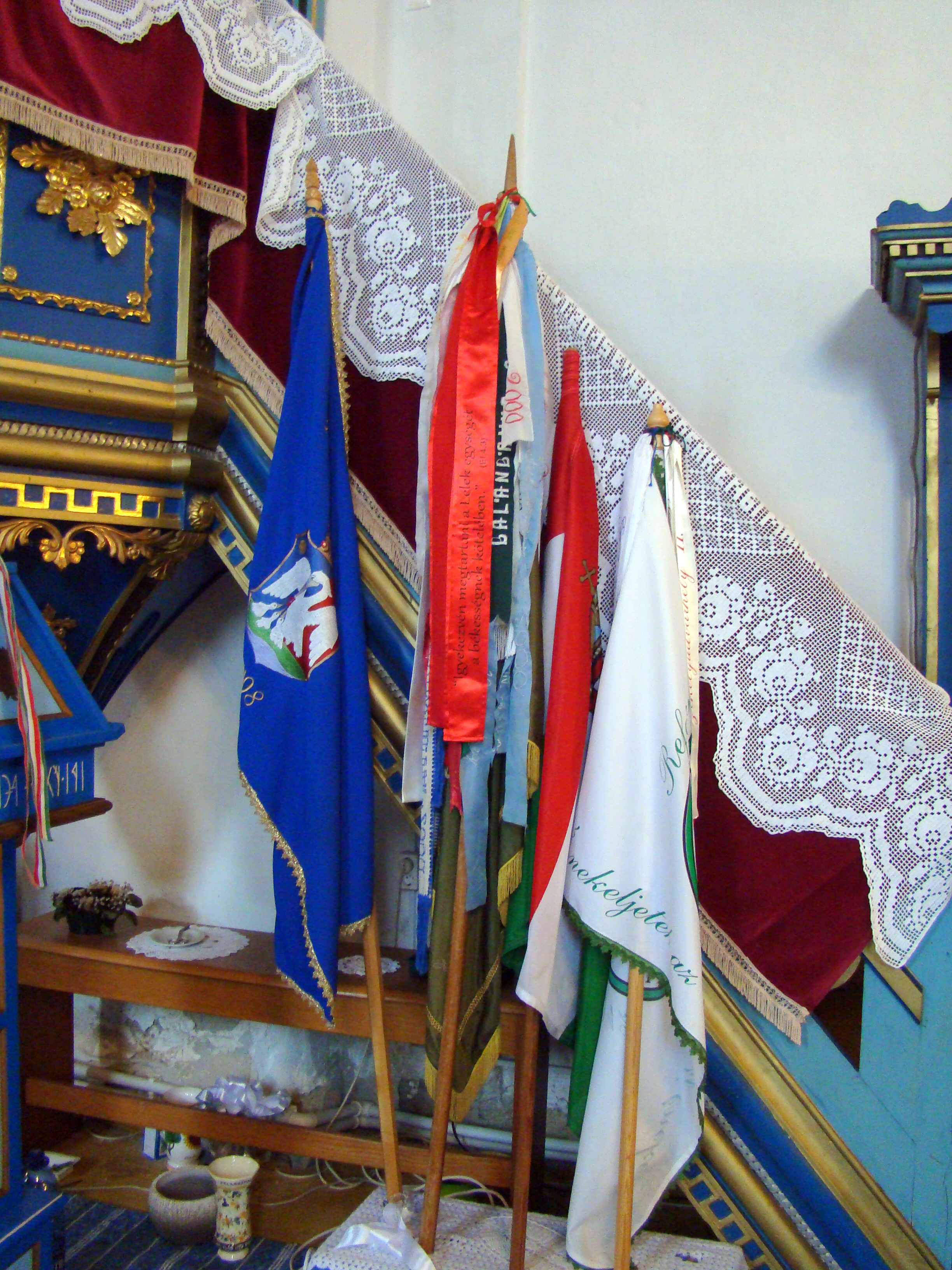
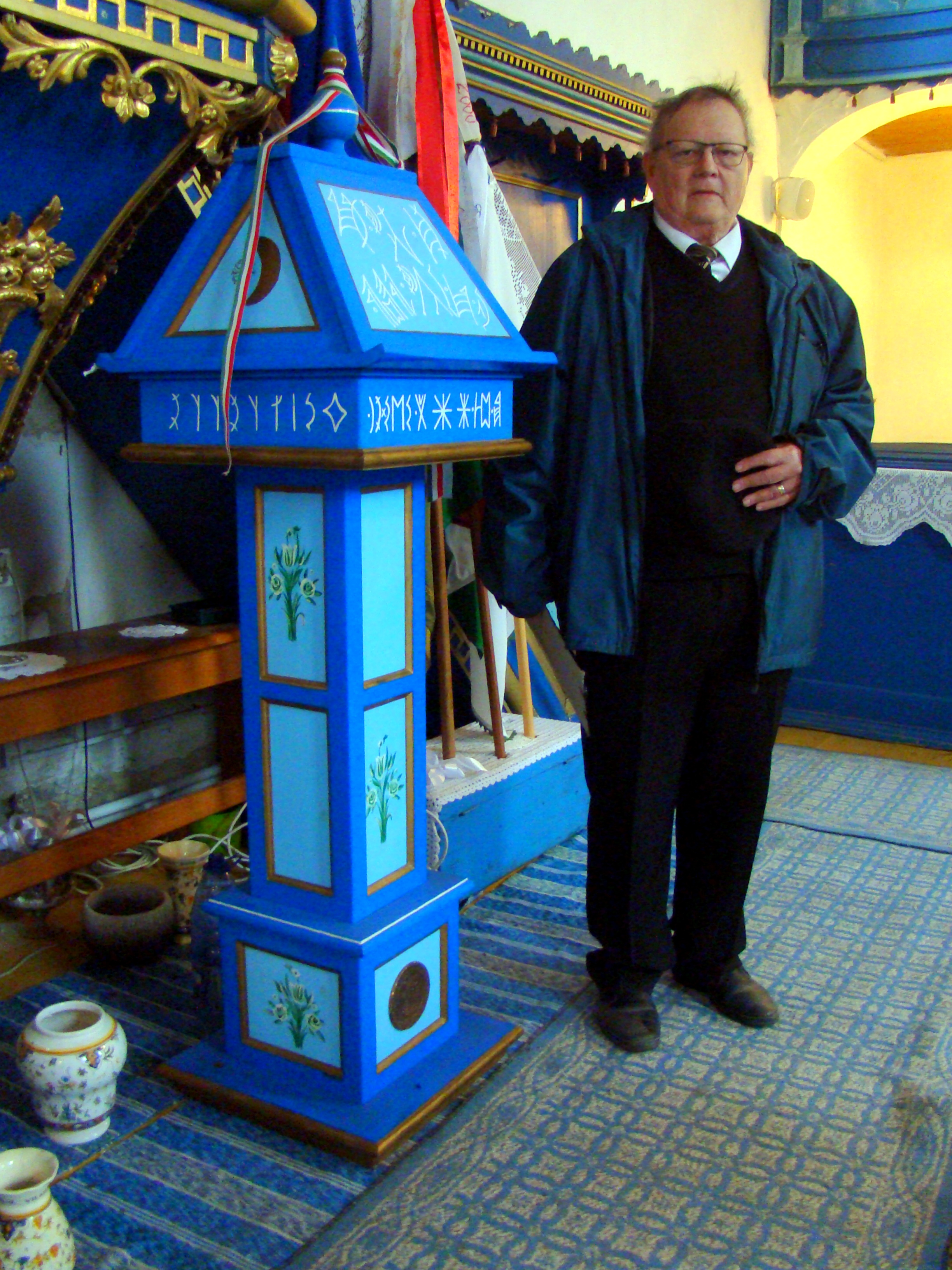
Pastorul reformat din Ocna de Sus: Szász Tibor András
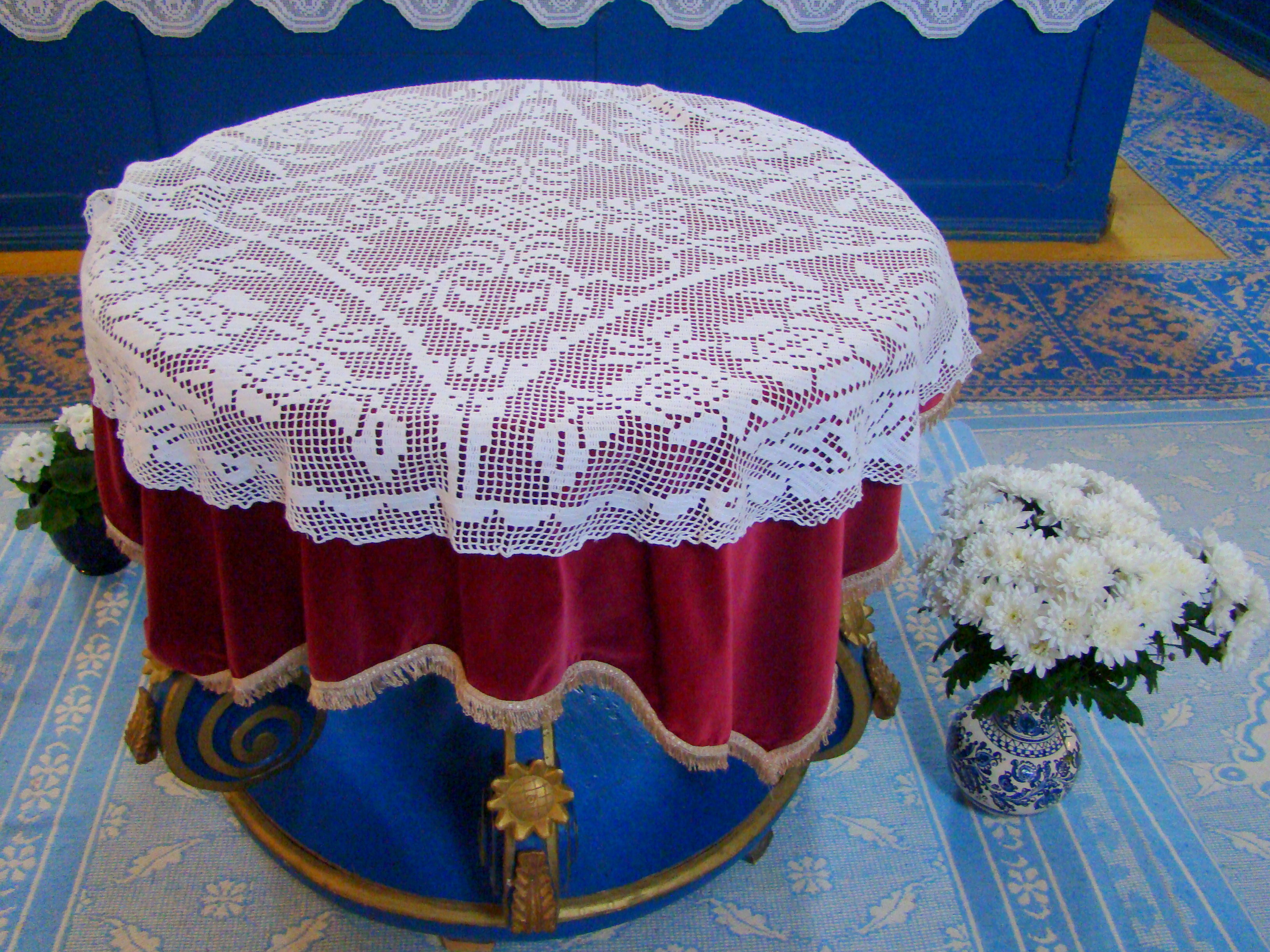
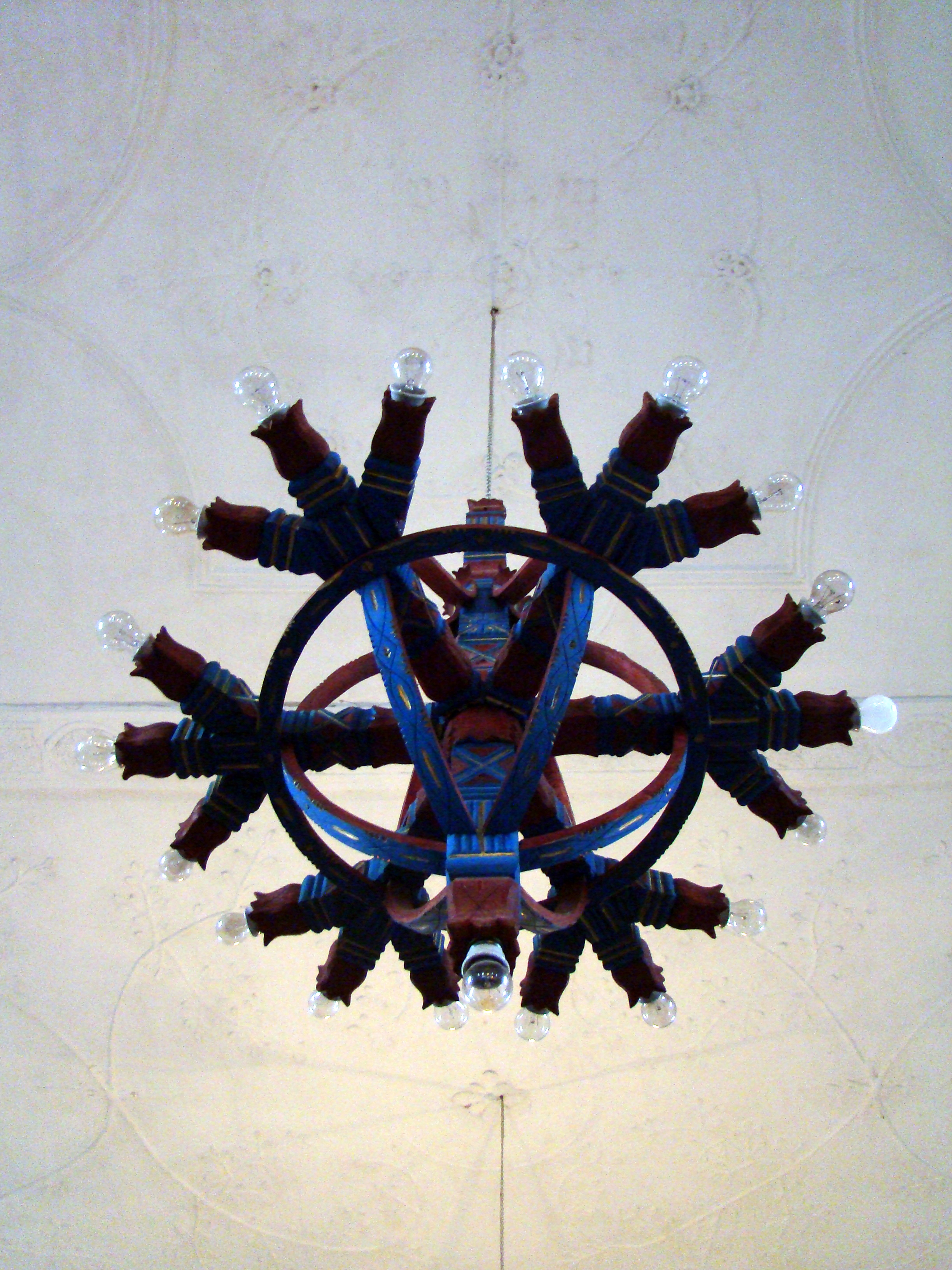
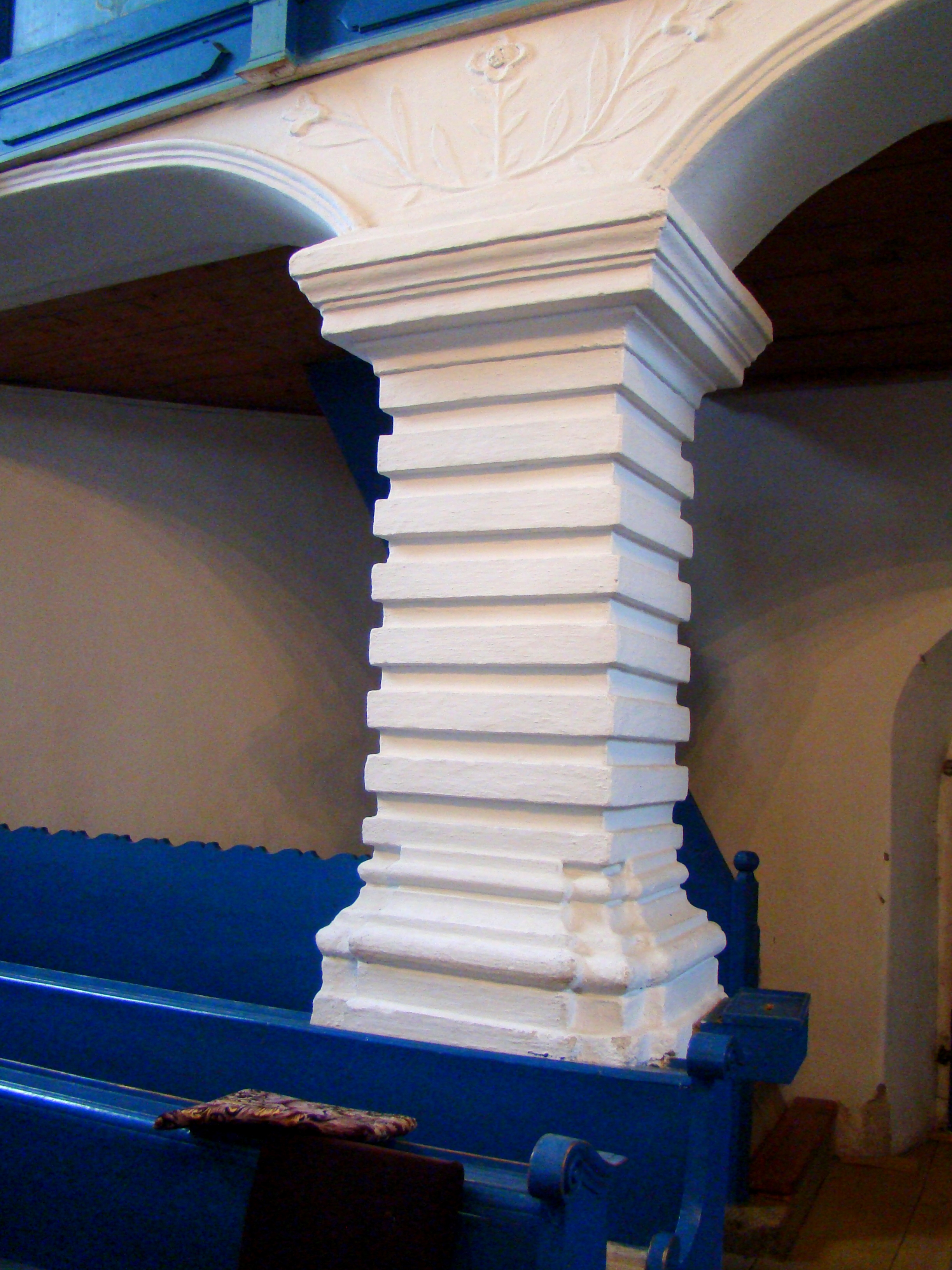
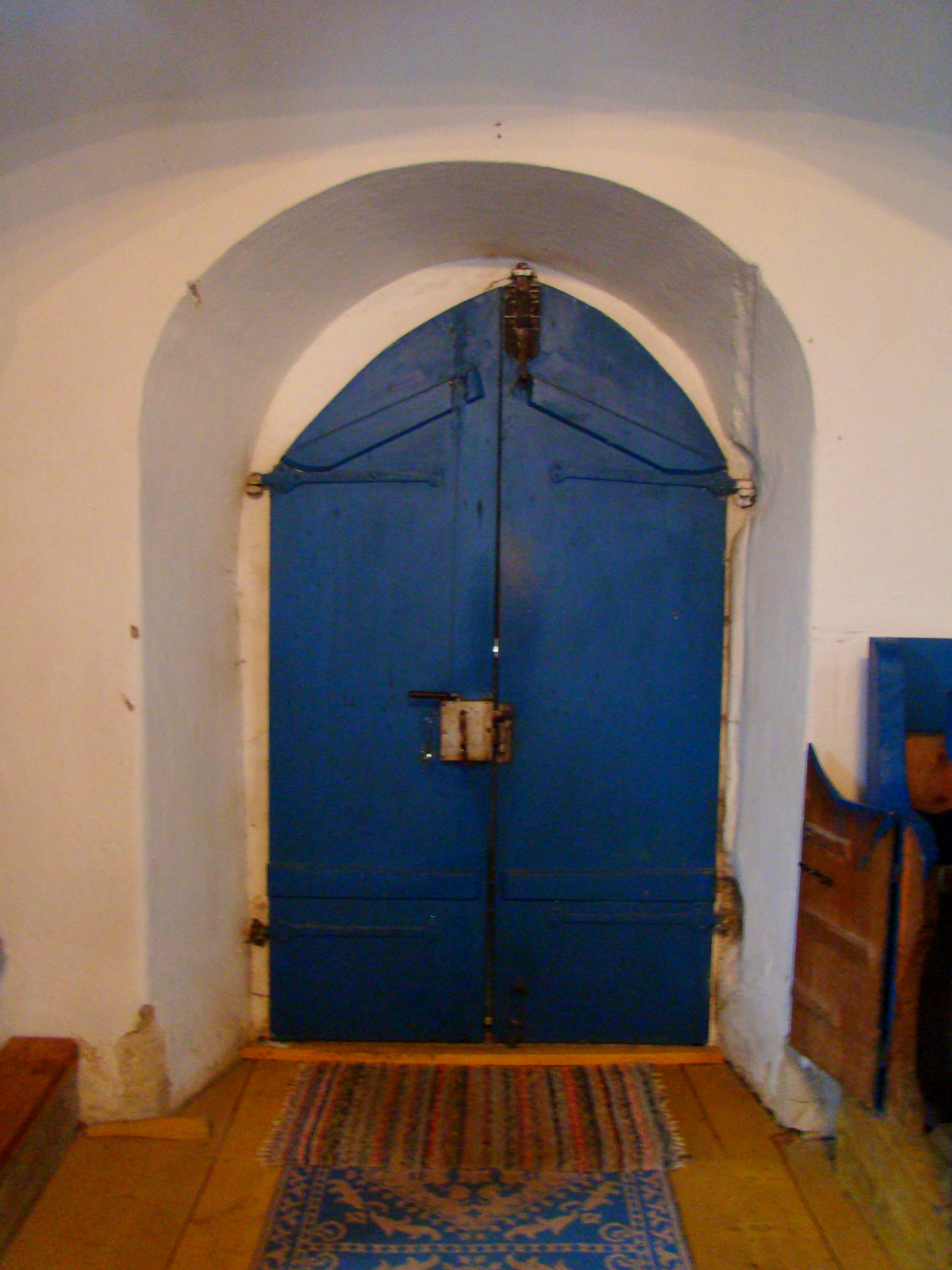
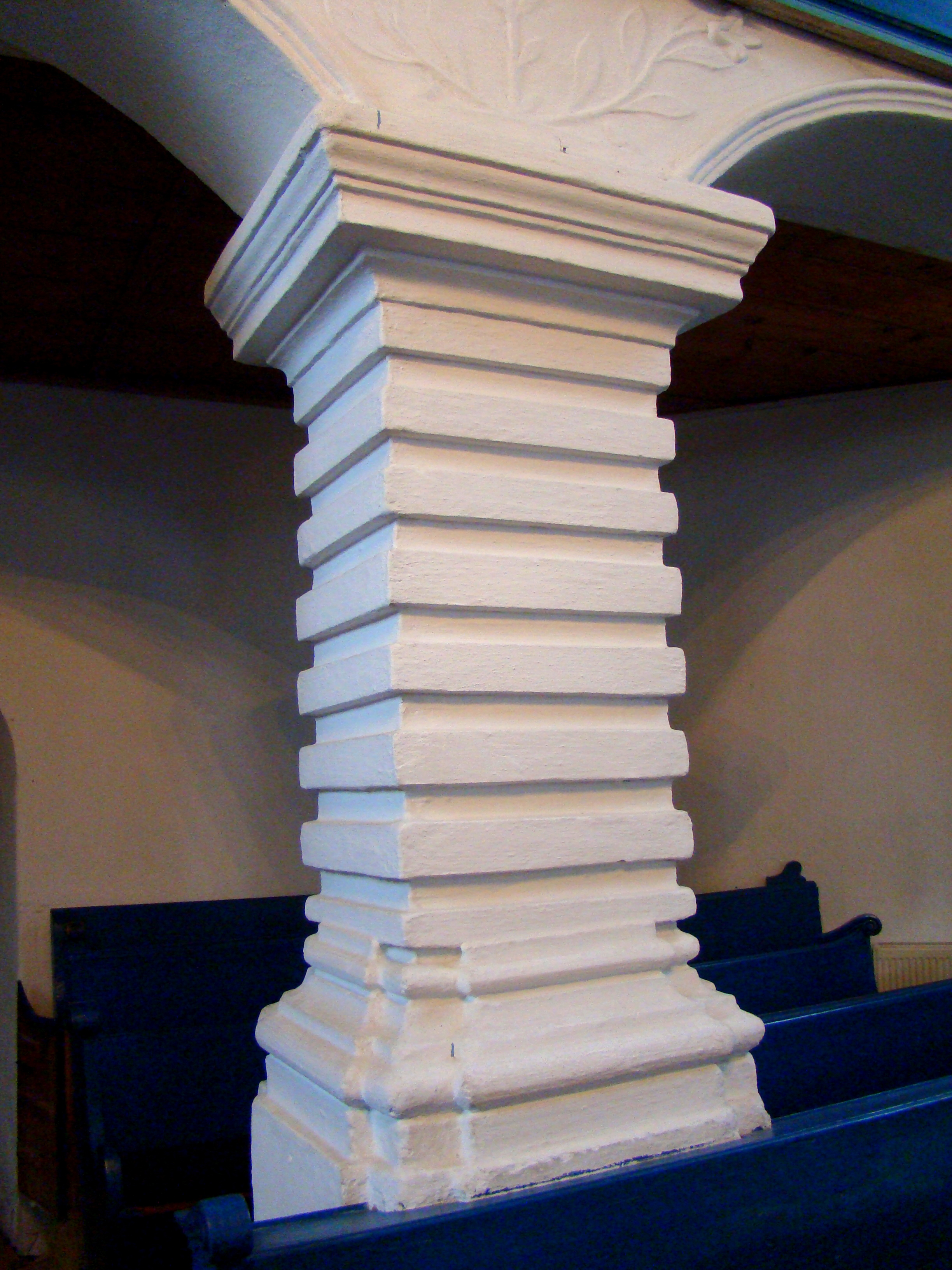
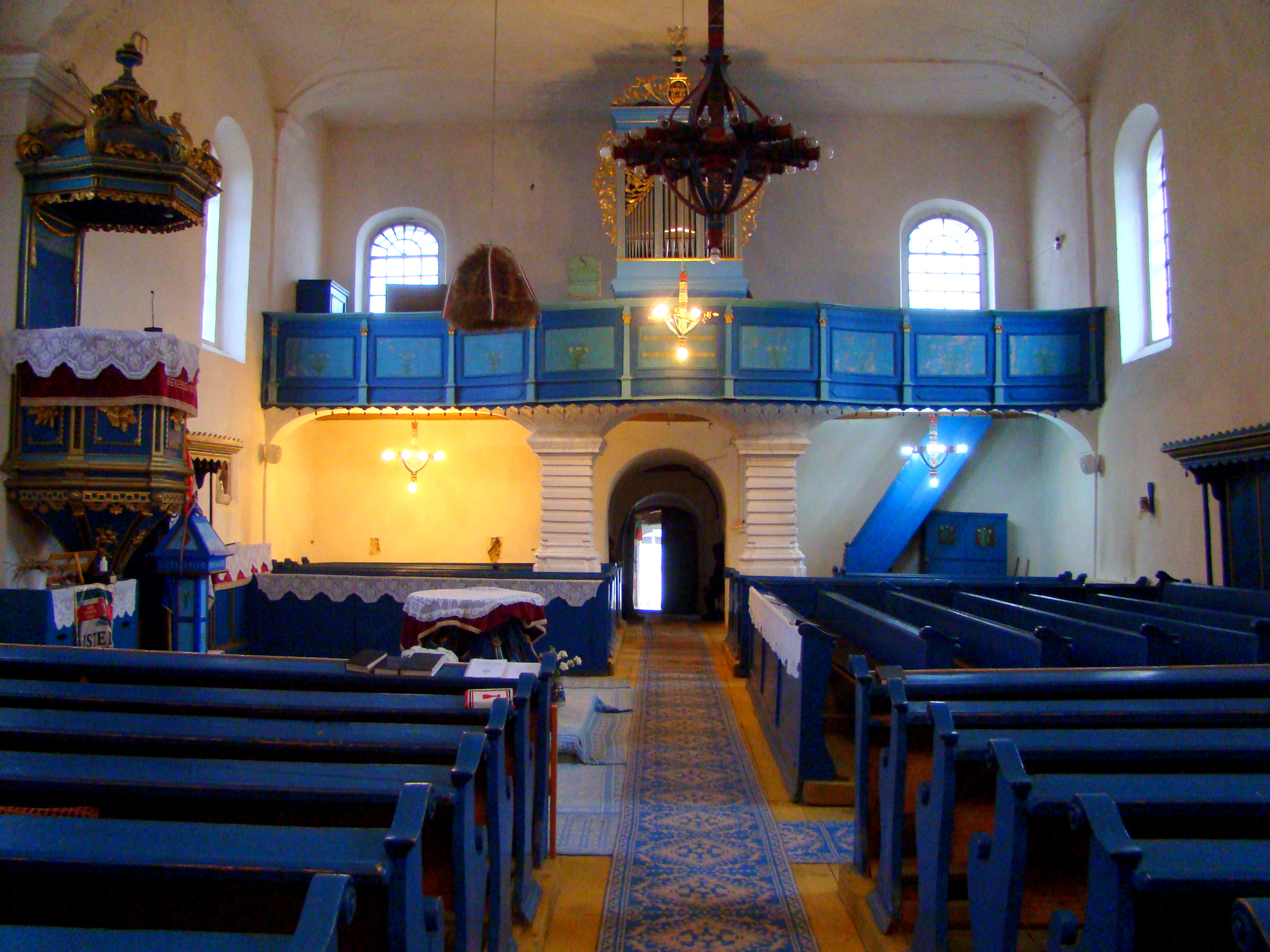